# Alagna Valsesia
Alagna Valsesia (Im Land in walser; Alagna in piemontese; Lagna in dialetto valsesiano) è un comune italiano di 721 abitanti della provincia di Vercelli in Piemonte, situato ai piedi del versante meridionale del massiccio del Monte Rosa, la seconda montagna più alta delle Alpi.
Dal 1º gennaio 2019 ha incorporato il comune limitrofo di Riva Valdobbia, divenendo il comune più esteso della provincia.
Parte del territorio è stata inclusa nel 1979 nel Parco naturale dell'Alta Val Sesia e dell'Alta Val Strona, mentre l'intero territorio è compreso nel Sesia Val Grande Geopark, dal 2013 parte della Rete mondiale dei geoparchi dell'UNESCO.

## Geografia fisica

### Confini
È l'unico comune della provincia di Vercelli che confina con la Svizzera, nello specifico col comune di Zermatt nel canton Vallese. Confina inoltre con la Valle d'Aosta tramite il Col d'Olen, da cui si dirama la vallata di Gressoney, e con la provincia del Verbano-Cusio-Ossola. Si tratta di uno dei due punti di accesso piemontesi al massiccio del Monte Rosa, assieme a Macugnaga.

### Orografia

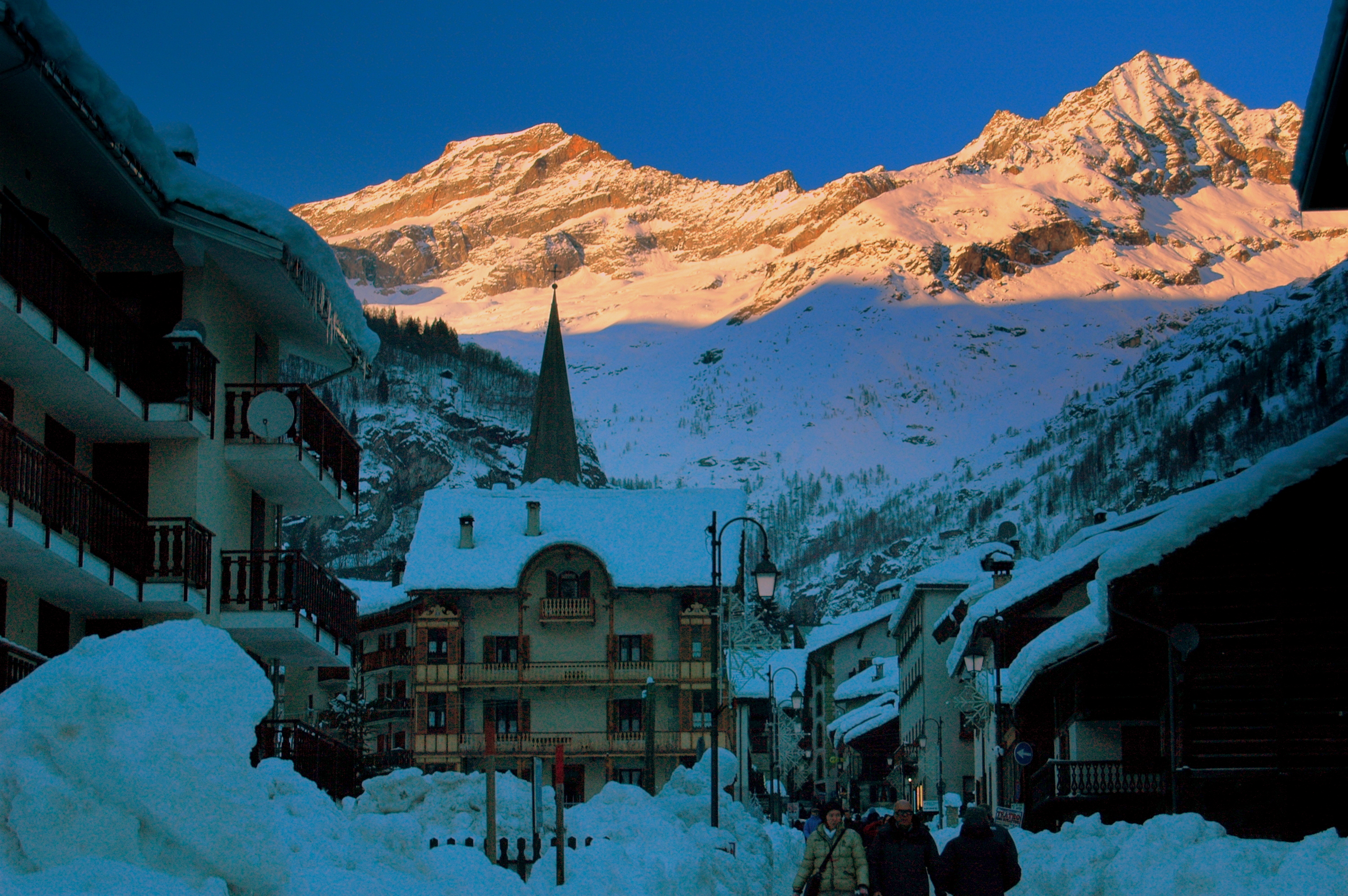
Punta Grober (3497 m) e il Corno di Faller (3128 m) viste dal corso

Il territorio del comune, caratterizzato da una geografia aspra e selvaggia, occupa l'estremità superiore della Val Grande, ai piedi del massiccio del Monte Rosa (4638 m). Delle Alpi del Monte Rosa, altre due vette ne contornano la valle: il Corno Bianco (3320 m) e il Monte Tagliaferro (2964 m).

Dal fondovalle, dove è situato il paese, si diramano cinque valli laterali:

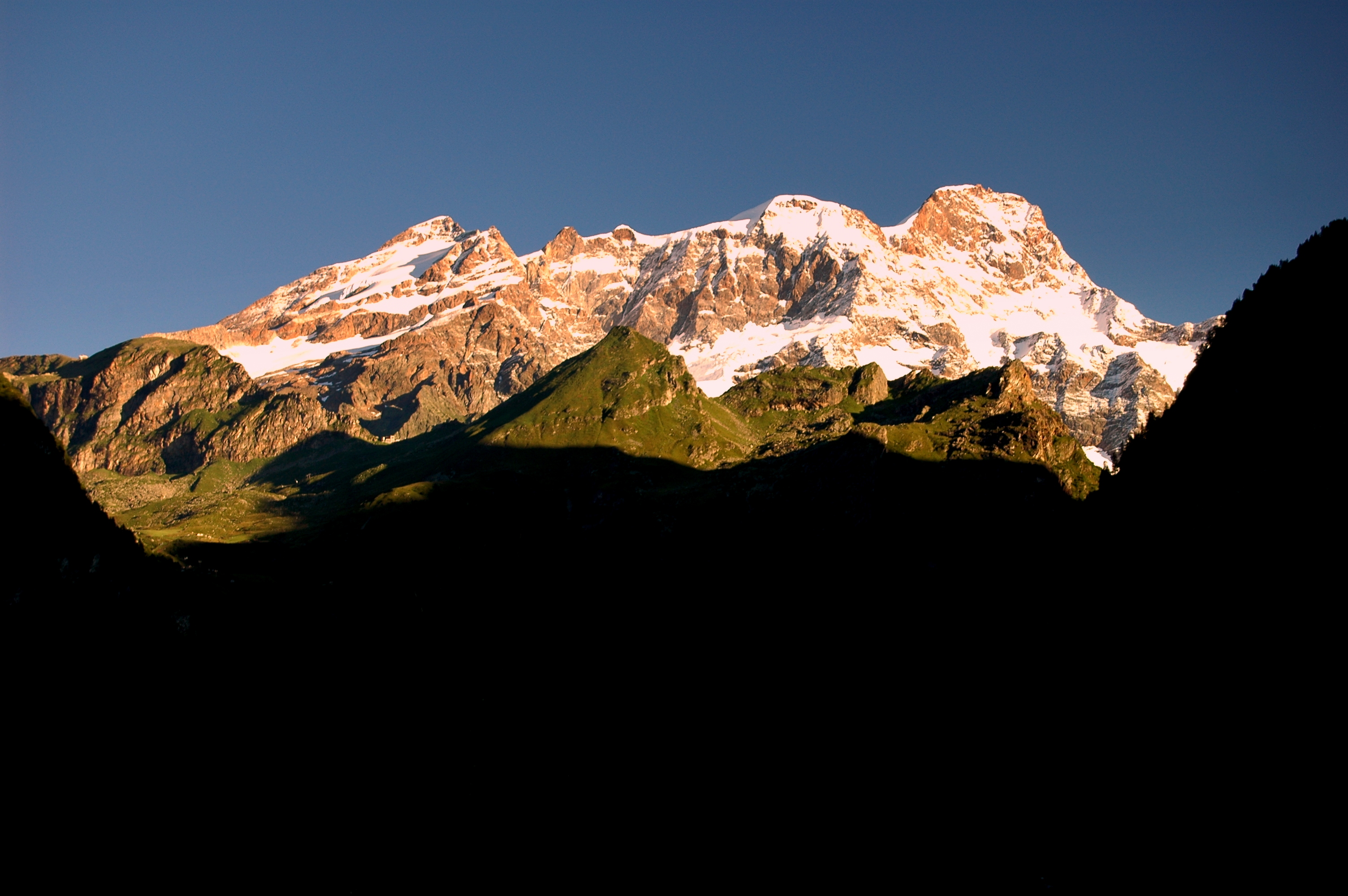
Il gruppo del Monte Rosa poco prima di Alagna

- la Val d'Otro, con i caratteristici villaggi walser perfettamente conservati e la massiccia mole rocciosa del Corno Bianco[14];
- la Valle d'Olen, percorsa dall'antica mulattiera che, attraverso il col d'Olen, conduce a Gressoney-La-Trinité[10];
- la Valle di Bors, con i ricchi alpeggi appartenuti nel Medioevo ai conti di Biandrate[15];
- la Valsesia, con le sue alte cime e i suoi spettacolari ghiacciai, ma anche con il frequentato percorso che, attraverso il passo del Turlo, la mette in comunicazione con Macugnaga e con la Valle Anzasca[16];
- la Valle di Mud, percorsa dalla mulattiera che conduce a Rima in Val Sermenza, con il caratteristico profilo del monte Tagliaferro[17].

### Idrografia
Il comune è attraversato dal fiume Sesia (che forma spettacolari cascate, raggiungibili con un sentiero), dai torrenti Olen e Bors, il cui bacino trae origine dai ghiacciai del Monte Rosa, e dai torrenti Mud e Otro che originano dal monte Tagliaferro e dal Corno Bianco rispettivamente.

## Origini del nome
Una prima proposta etimologica venne nel 1902 da Pietro Gribaudo: trattando l'influenza delle lingue germaniche sulla toponomastica italiana, lo studioso suggerì la derivazione dal nome Alamannia (paese degli Alamanni).
Nel 1961 il linguista Dante Olivieri ne sostenne invece l'origine latina, nello specifico dal nome personale relativo all'etnonimo degli Alani: Alagna sarebbe nata come colonia abitata da tale popolazione, posta dall'impero lungo la via delle Alpi a scopo difensivo.
Nel 1983 Erminio Ragozza, parroco di Alagna ed esperto di storia e cultura locale, opinò per la deformazione di Olen, sostenendo la corrispondenza Pe d'Olen-Pedelegno-Pe d'Alagna.
Nel 2012 lo studioso Gianni Molino vide nella stirpe germanica della popolazione locale l'origine del toponimo: dal tedesco Land, in italiano terra o paese. Nella fattispecie, alla base sarebbe la trascrizione catastale effettuata riproducendo approssimativamente il suono del toponimo walser, perdendo tuttavia la corrispondenza semantica.
Studi più recenti ritengono che derivi dal termine olen, anche se le origini di tale termine appaiono dubbie, in quanto in tedesco moderno significa oliare, lubrificare.
La grafia attuale compare per la prima volta in un documento del 1196 relativo ai possedimenti dell'Abbazia dei Santi Nazario e Celso, seguito da un atto di convenzione stipulato nel 1270 tra il Visconte d'Aosta Ibleto di Challant e i valsesiani. I documenti medievali riportano inoltre le grafie Alagnia nel 1233 e Alania nel 1475.

## Storia

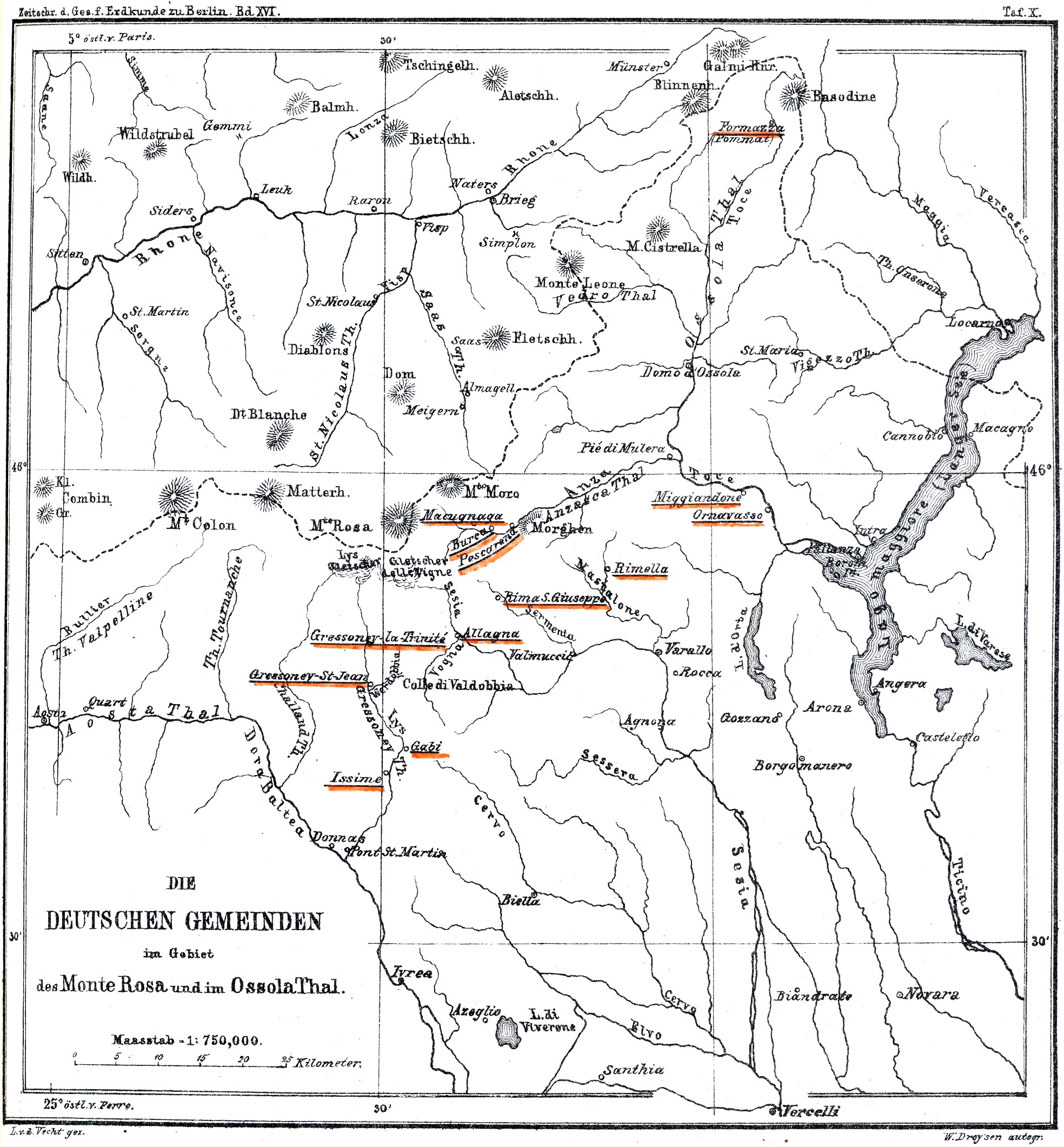
Comuni Walser, tra cui Alagna Valsesia

Il territorio di Alagna Valsesia, anticamente utilizzato come alpeggio, venne colonizzato alla fine del XIII secolo dai Walser, popolazione germanica originaria dell'alto Vallese svizzero. Nel corso di diverse migrazioni, i nuovi venuti vi costruirono le proprie case stabilendovi abitati permanenti. Erano dediti alla pastorizia e all'agricoltura e con la loro cultura, tradizioni e i caratteristici edifici rurali lasciarono un segno profondo in molte zone dell'alta Valsesia. Il walser è una lingua germanica affine all'alemanno, idioma a sua volta imparentato con l'alto tedesco diffuso in Svizzera: il titzschu di Alagna e Rimella è una delle tre varianti ancora esistenti in Italia.
Il paese era una colonia secondaria, fondata da Walser provenienti dalla vicina Macugnaga e documentata per la prima volta nel 1302.
Secondo la tradizione, Alagna — o Lagna — sarebbe stata fondata da un certo Enrico Staufacher, che diede inizio alla costruzione delle prime abitazioni permanenti.
In quel tempo l'ultimo centro abitato della valle era Pietre Gemelle, situato dove oggi sorge Riva Valdobbia. Inizialmente Alagna si aggregò alla comunità di Pietre Gemelle, a sua volte costituitasi in parrocchia indipendente nel 1326. Nel 1475 Alagna se ne separò, costituendosi in parrocchia autonoma, ad eccezione del territorio della Val d'Otro che rimase parte della parrocchia di Riva, passando a quella di Alagna solo alcuni decenni più tardi.
Come tutta la Valsesia, dal 1324 al 1707 fu parte della Lombardia, prima sotto i Visconti poi con gli Sforza, nel Ducato di Milano. Il periodo sforzesco è contrassegnato da una notevole espansione dei commerci: a Riva Valdobbia, con decreto firmato proprio dal Duca di Milano Francesco Sforza, il 12 luglio 1451, si rafforza l'importanza di una fiera, già attiva molti anni prima e conosciuta come Fiera di Pietre Gemelle.
La comunità Walser rimase relativamente isolata fin verso la metà del Cinquecento, ma non mancarono contatti con la popolazione valsesiana. Verso la fine del Cinquecento una famiglia di Varallo, gli Scarognini, iniziarono lo sfruttamento delle miniere d'oro nei dintorni di Alagna, attività che coinvolse anche la popolazione locale. L'attività estrattiva comprese anche argento e rame determinando una consistente immigrazione di lavoratori dalla Valsesia, dal biellese e da altre aree del Piemonte.
Durante la seconda guerra mondiale il territorio di Alagna Valsesia venne incluso all'interno della Repubblica partigiana della Valsesia. Il 14 luglio 1944 i nazisti fucilarono presso il cimitero locale otto carabinieri e sette partigiani.

### Simboli
Lo stemma, il gonfalone e la bandiera sono stati concessi con decreto del presidente della Repubblica del 1º dicembre 2021.
Lo stemma attuale affianca i simboli di Alagna e Riva Valdobbia, sormontati dal profilo del versante valsesiano del Monte Rosa, e sostituisce quello precedente concesso ad Alagna, assieme al gonfalone municipale, con D.P.R. del 7 ottobre 1963.

Stemma in uso fino al 2021

Il gonfalone è costituito da un drappo di azzurro. La bandiera è un drappo di azzurro.

## Monumenti e luoghi d'interesse

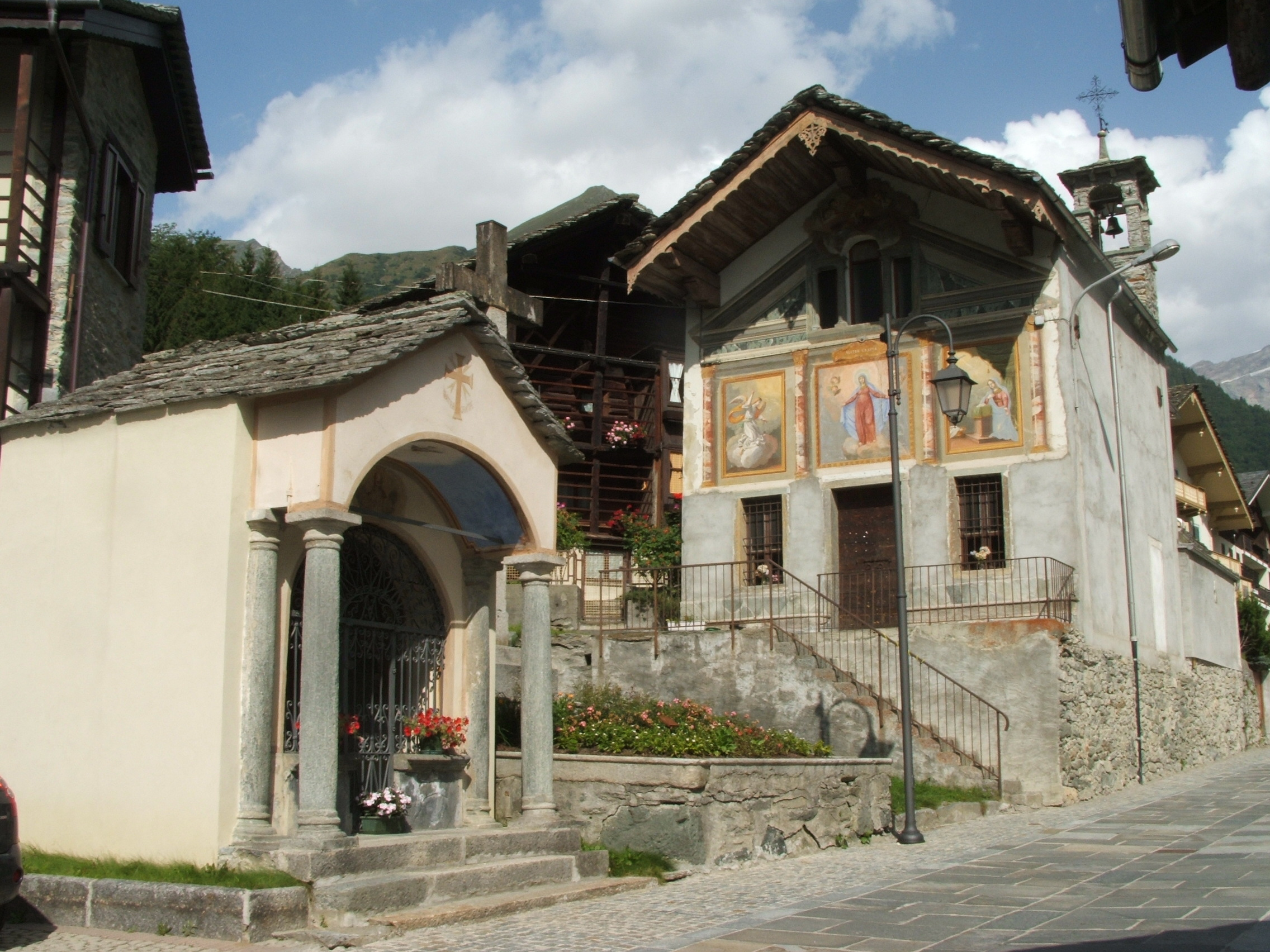
L'oratorio di Riale Inferiore

- La chiesa di San Giovanni Battista venne edificata nel 1511 ed eretta a parrocchiale nel 1564. All'esterno si osservano alcune pitture dei fratelli Avondo e un bel portale d'entrata in stile gotico. L'interno, alquanto basso, è a tre navate sostenute da sei grosse colonne di granito nero del luogo. A destra si può osservare un elegante pulpito in pietra ollare e di disegno antico. A destra, l'altare laterale, un notevole lavoro di scultura lignea della fine del XVII secolo, mostra una Madonna col Bambino, San Rocco e San Sebastiano, pregevoli statue attribuite a Giovanni d'Enrico[42].
- In frazione Pedelegno è da segnalare un edificio storico detto "Il Castello", appartenuto, secondo una tradizione rivelatasi infondata, alla famiglia Scarognini di Varallo. Il castello o domus lapidea di Alagna, forse costruito agli inizi del XV secolo per volere del feudatario Francesco Barbavara, conte di Pietre Gemelle, appartenne a un certo Pietro de Manno fino al 1489, quindi ad Antonio del fu Giovanni Salini e in seguito alla famiglia Chiarini, che lo possedeva fin dal 1541, alla quale sono forse da attribuire gli stemmi scolpiti sulla casa, uno dei quali reca il motto: "Omne Solum Forti Patria Est Quia Patria"[43].
- In frazione Ca' Giacomolo si trova la Casa d'Henricis che diede i natali a tre artisti, Antonio, Giovanni e Melchiorre d'Enrico. Antonio, detto Tanzio da Varallo, fu uno dei massimi esponenti della pittura seicentesca nell'Italia settentrionale[44]. Nella medesima frazione si trova anche la casa in cui, nel 1801, nacque il parroco e celebre alpinista Giovanni Gnifetti[45].
- Lo storico albergo Monte Rosa, il primo di Alagna, iniziato a costruire da Giuseppe Guglielmina nel 1850; si trova di fronte alla chiesa di San Giovanni, ricevette l'attuale denominazione nel 1859[46].
- Il centro di visita, con annesso giardino botanico d'alta quota, del Parco naturale Alta Valsesia, presso l'alpe Fum Bitz (1603 m)[47].
- All'interno del territorio comunale è sita la famosa capanna Regina Margherita che, con i suoi 4554 m, è il rifugio più alto d'Europa[48].

### Il parco naturale dell'Alta Val Sesia e dell'Alta Val Strona

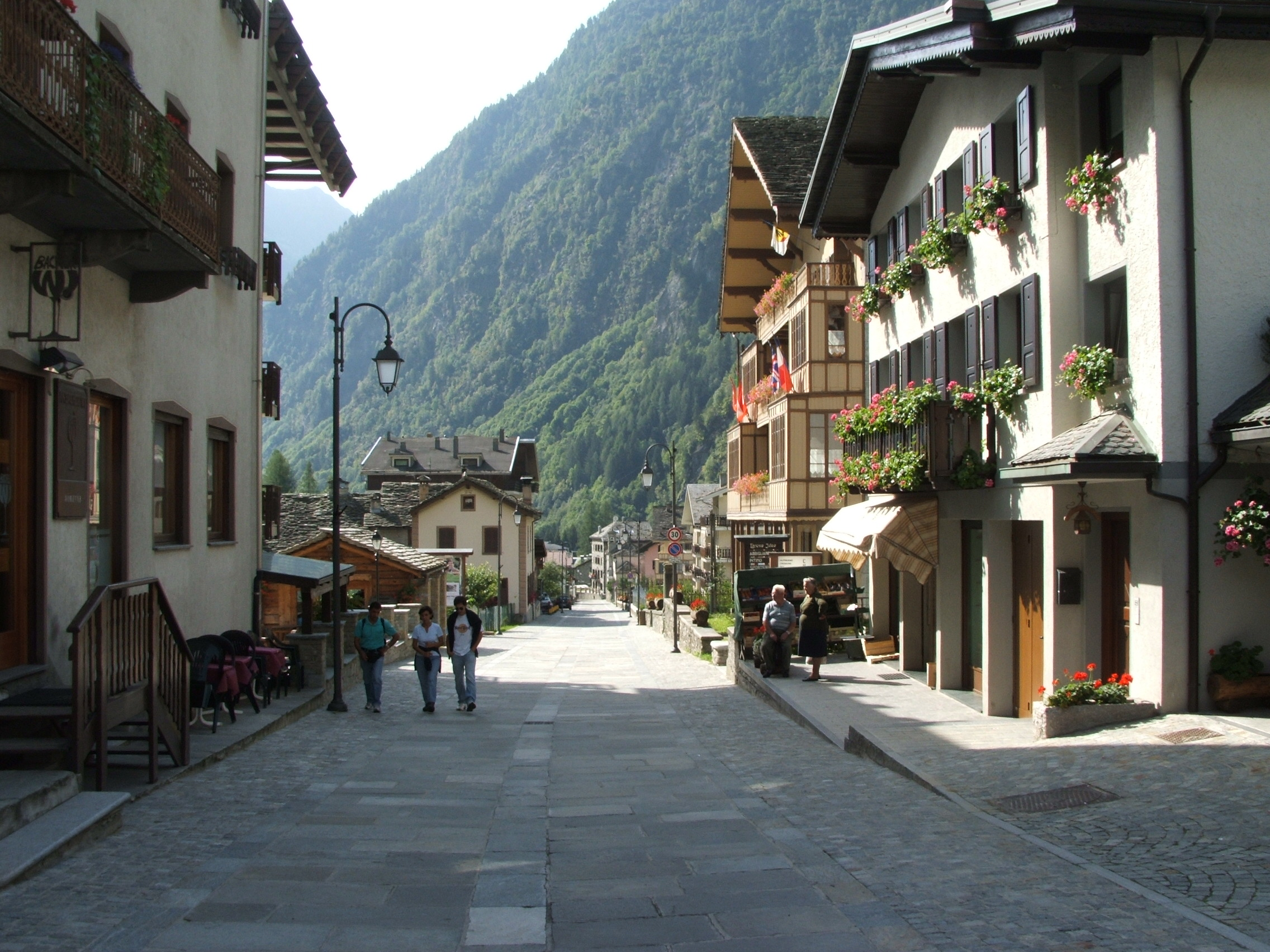
Centro di Alagna Valsesia

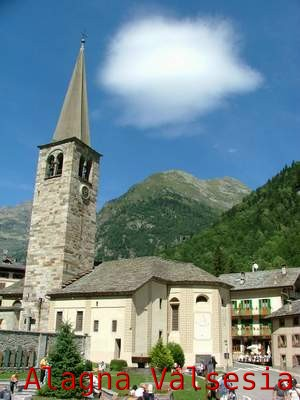
Chiesa parrocchiale di San Giovanni

Il territorio comunale, dal fondovalle fino alla Punta Gnifetti (4.559 m), fa parte del Parco naturale dell'Alta Val Sesia e dell'Alta Val Strona, facendone una delle aree protette italiane che raggiungono maggiori altitudini.

## Società

### Evoluzione demografica
Al 2004 l'1% della popolazione si definisce di madrelingua walser, anche se oltre l'11% è in grado di parlarlo.
Abitanti censiti

#### Le guide alpine e la tradizione alpinistica

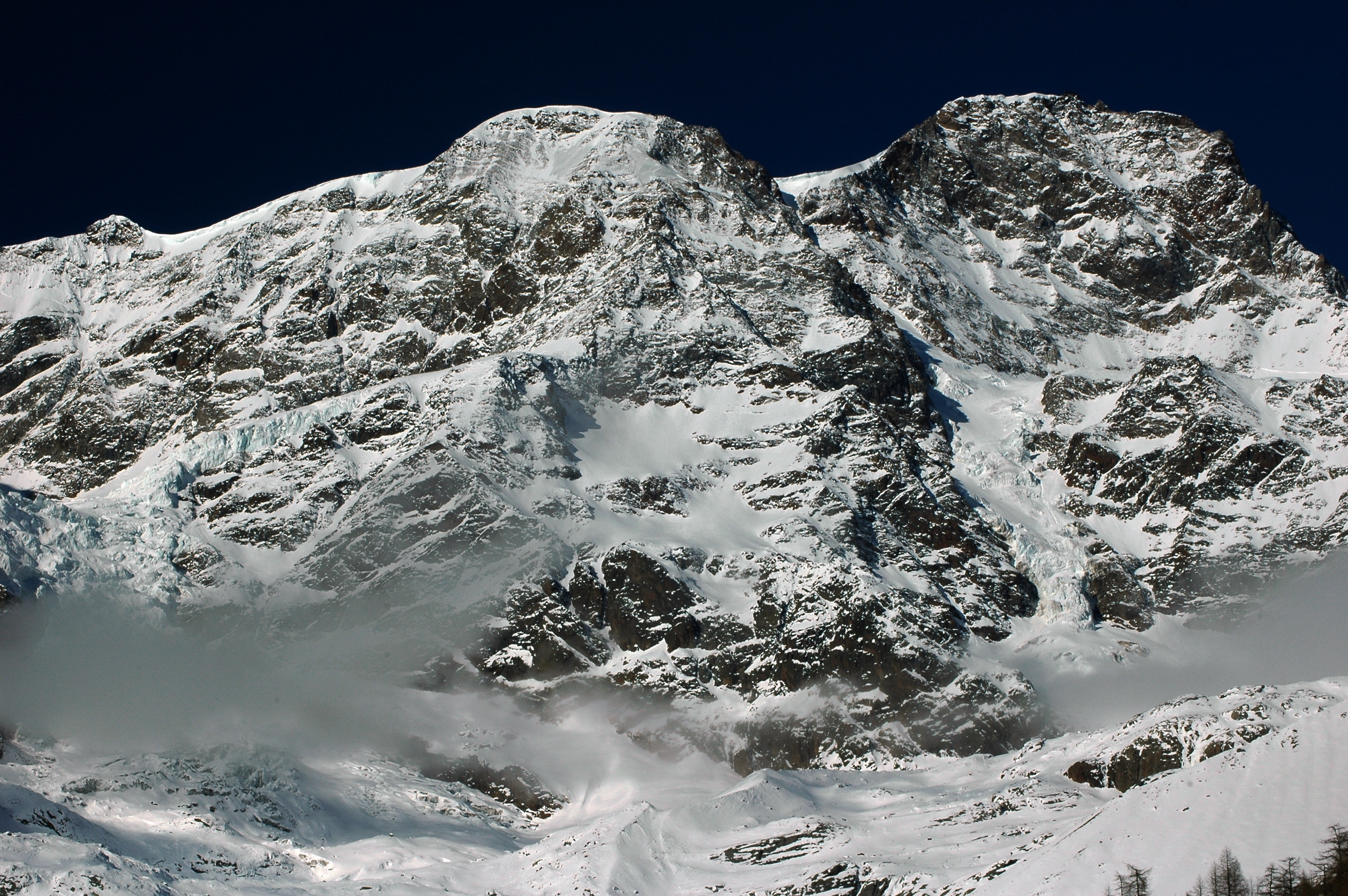
L'imponente parete valsesiana del Monte Rosa

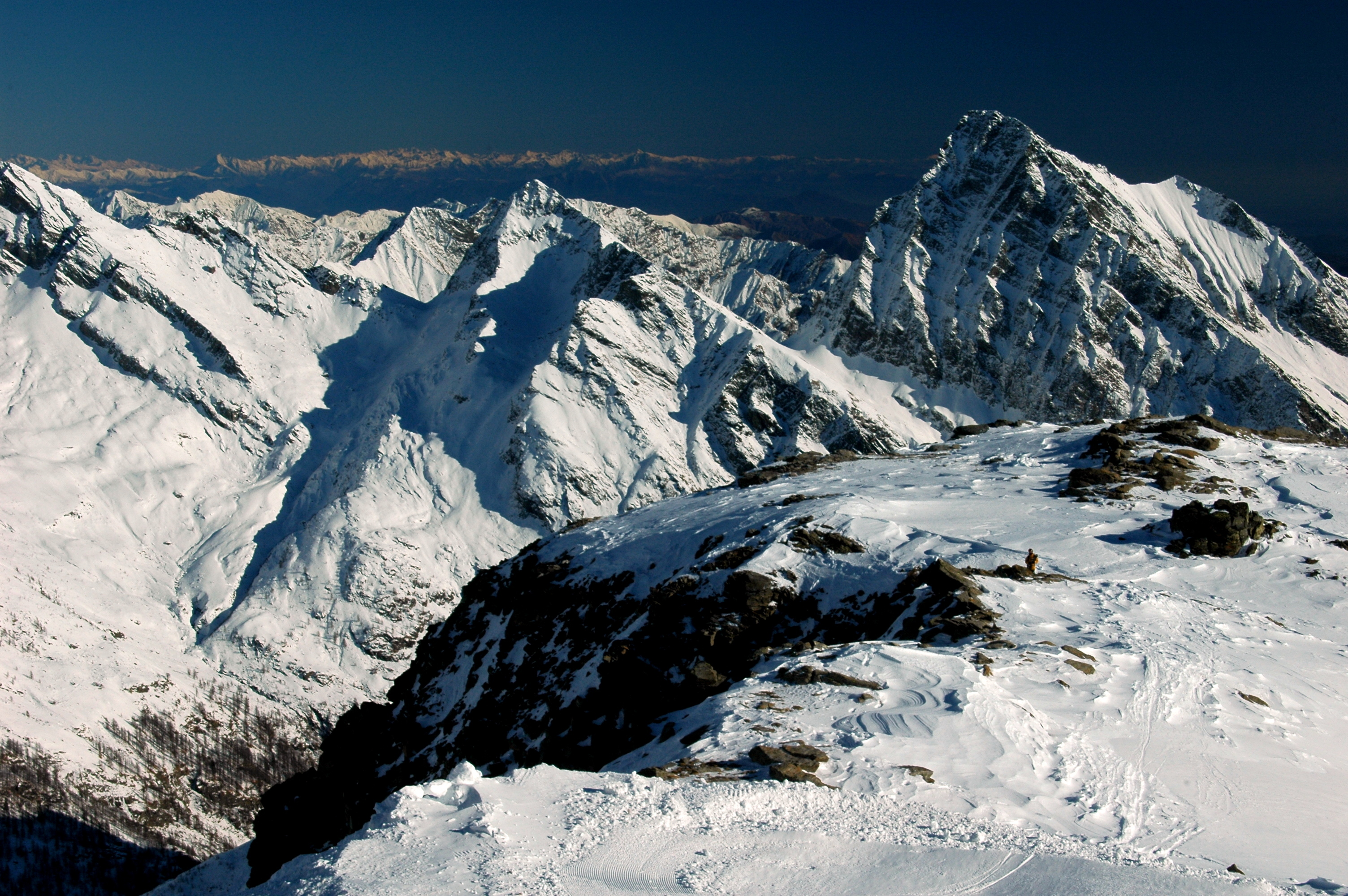
Monte Tagliaferro (2964 m) visto dal Passo dei Salati

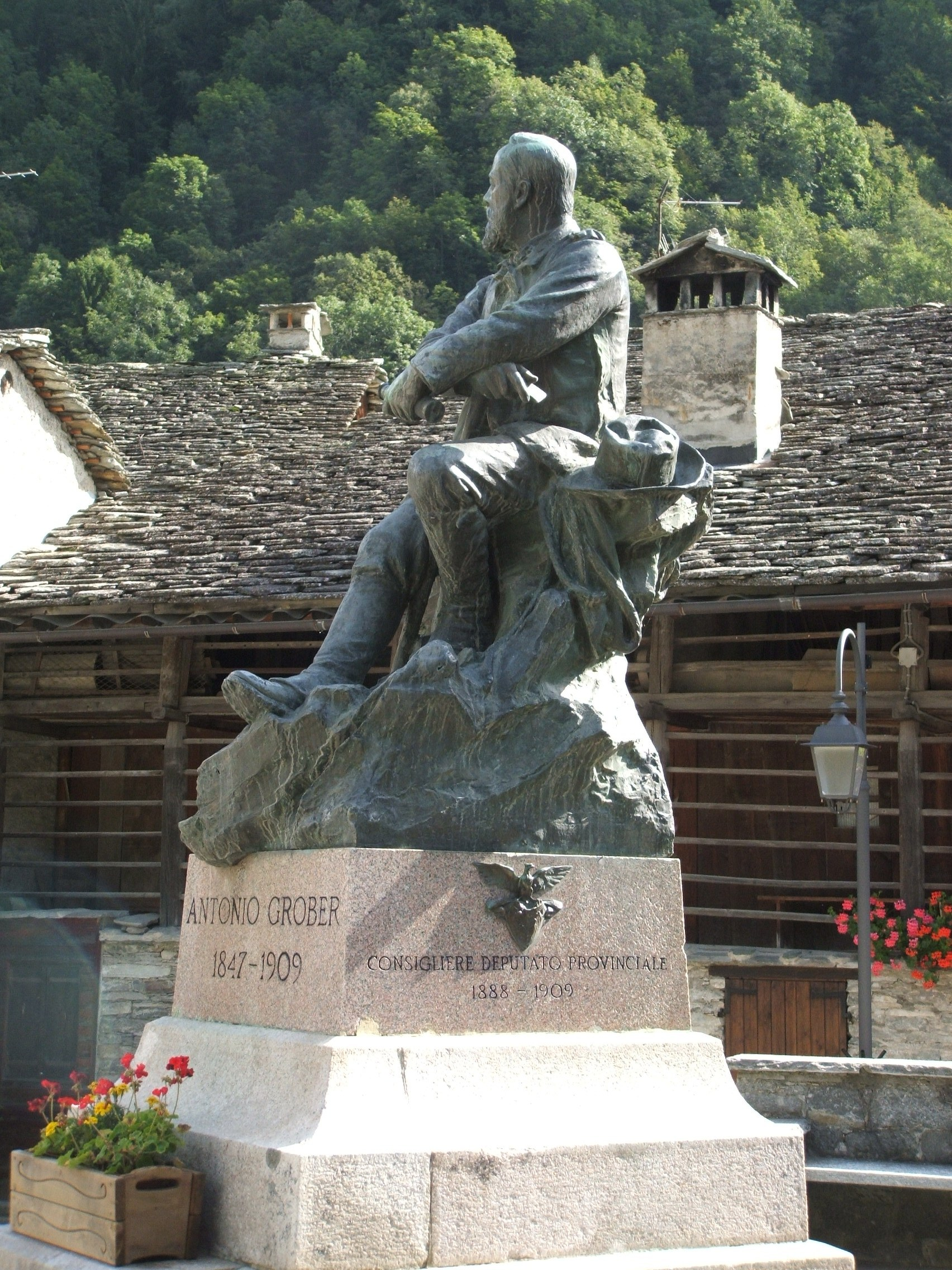
Statua di Antonio Grober

Alagna Valsesia, al pari di Macugnaga (posta a settentrione dietro la costiera della Punta Grober) è uno tra i centri storici dell'alpinismo. Il suo corpo guide, fondato da otto membri nel 1872, è il più antico d'Italia dopo quello di Courmayeur (1868). È il punto di partenza tradizionale per la salita alla Capanna Regina Margherita.
In paese l'eredità alpinistica è ricordata dalla statua ad Antonio Grober inaugurata il 10 settembre 1911, due anni dopo la sua morte, e dalla targa commemorativa, posta sulla chiesa di San Giovanni Battista, dedicata a don Giovanni Gnifetti, che tra l'8 e il 9 agosto 1842 scalò per la prima volta la punta a lui dedicata (la Punta Gnifetti, 4559 m, quarta in ordine d'altezza del Monte Rosa).
Alcuni anni prima, il 23 luglio 1801, Pietro Giordani, medico di Alagna, in solitaria raggiunse la cima oggi a lui intitolata (la Punta Giordani, 4046 m). Fu la prima cima del gruppo a cadere e la prima impresa di livello nel gruppo del Rosa. Alcuni anni più tardi, il 1º agosto 1819 Joseph Zumstein, ispettore forestale della Valsesia, arrivò sulla cima a lui dedicata: Punta Zumstein (4563 m, la terza del gruppo) insieme ad altre 10 persone.
Oggi la tradizione alpinistica di Alagna continua a rimanere viva nei nomi di altri illustri alpinisti, primo fra tutti Silvio Mondinelli (detto "Gnaro"), residente ad Alagna. "Gnaro" ha raggiunto fama mondiale avendo scalato tutti i 14 ottomila della terra (secondo italiano dopo Messner) senza l'utilizzo dell'ossigeno.
Altre guide famose sono Michele Gabbio, Osvaldo Antonietti, Paolo Dalla Valentina e Michele Enzio, quest'ultimo autore della scalata allo Shisha Pangma (8027 m) e membro della spedizione scientifica Share Everest (2008) che con Mondinelli, Marco Confortola e il capo spedizione Agostino Da Polenza ha con successo impiantato la più alta stazione meteo del mondo al colle sud dell'Everest, a quasi 8000 m di quota. Il 26 luglio 2014 Michele Cucchi, altra guida di Alagna, è in cima al K2 (8611 m). La salita è realizzata all'interno della spedizione italiana per il 60º anniversario della prima ascensione.

## Cultura
In autunno si svolge la caratteristica processione, detta del Rosario fiorito, la cui nascita risale al 1683. Ad essa partecipano gli abitanti da Alagna Valsesia nei loro tipici costumi, pregando e cantando nel linguaggio dei loro antenati. Tale manifestazione rappresenta il ringraziamento alla Vergine per la protezione data alle mandrie e agli alpeggi durante la stagione estiva.
Alagna è uno dei principali poli dell'Ecomuseo della Valsesia, distribuito in diverse località della valle. Di esso fanno parte il Teatro Unione Alagnese e il Museo Walser. Il primo, inaugurato il 30 dicembre 1900, è situato a sud all'inizio dell'abitato e all'interno si trovano le allegorie di Ars et Labor, opera del pittore valsesiano Camillo Verno (Campertogno, 1870-1942). Il secondo sorge in frazione Pedemonte a nord dell'abitato ed è allestito in una tipica casa Walser su tre piani del 1628: al suo interno sono ricostruiti con grande accuratezza gli ambienti di un'antica casa (la stalla, la cucina, il fienile, ecc...), che illustrano come era la vita su queste montagne alcuni secoli fa.

### Istituzioni, enti e associazioni
Nel paese opera l'associazione culturale "Walser Gmai" (Comunità Walser), che preserva la cultura, la lingua, le usanze e le tradizioni secolari e uniche della comunità walser di Alagna Valsesia.

## Economia

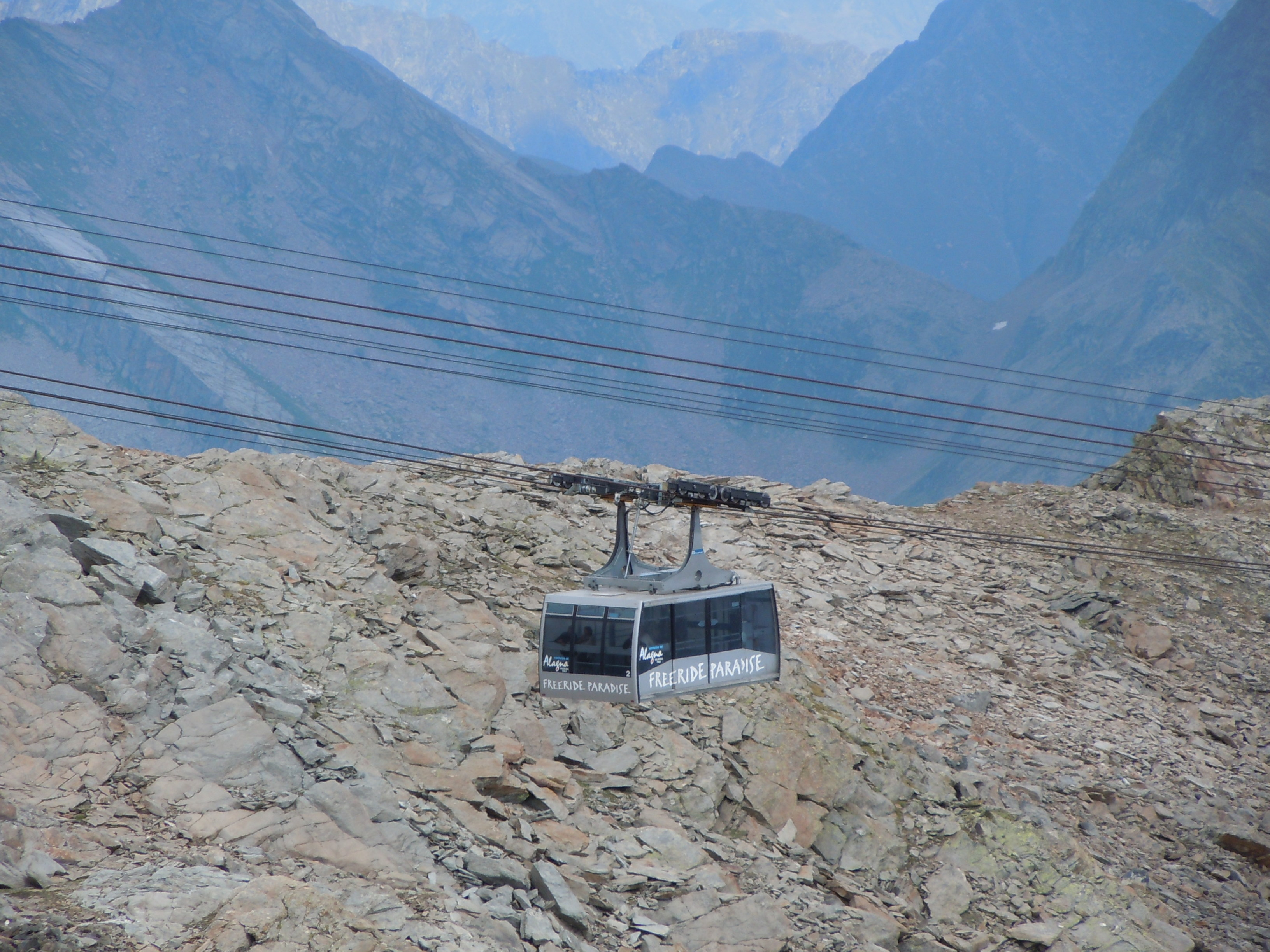
La funivia che raggiunge il passo dei Salati

In passato sede di una miniera d'oro, oggi Alagna è una località turistica sia estiva che invernale, molto conosciuta per essere la patria del freeride. Grazie ai nuovi impianti di risalita, che dal dicembre 2004 sono collegati agli impianti di Gressoney-La-Trinité tramite funivia, Alagna è parte del grande comprensorio sciistico intervallare del Monterosa Ski, comprendente le stazioni sciistiche di Alagna, Gressoney e Champoluc. Con le funivie è possibile raggiungere il passo dei Salati (2936 m). Dal versante di Gressoney-La-Trinité del passo parte la nuovissima funivia che conduce alle Roccette di Punta Indren (3275 m), punto di partenza quasi obbligato per l'ascesa alle principali vette del Monte Rosa, molte delle quali portano i nomi proprio di cittadini alagnesi. In località Wold si trova invece una più piccola stazione sciistica, ottima per i principianti, composta da due sole sciovie.
Un altro motivo di attrazione turistica sono le testimonianze culturali, architettoniche e folcloristiche legate alla popolazione dei walser. Alagna ha ospitato per tre volte, nel 1962 insieme a Saas-Fee e Rimella, nel 1983 e nel 2007, il "Walsertreffen", il raduno triennale delle genti walser di tutta Europa.
Il comune di Alagna era parte della Comunità montana Valsesia, dal 2015 trasformata nell'Unione montana dei comuni della Valsesia.

### Le miniere
L'estrazione mineraria sui monti della Valsesia appartiene ad epoca antica. Il primo documento relativo a scavi nel territorio di Alagna risale al 1453, ma con tutta probabilità già i conti di Biandrate ne avevano sfruttato le miniere nei secoli precedenti.

### Turismo

#### Sport Invernali

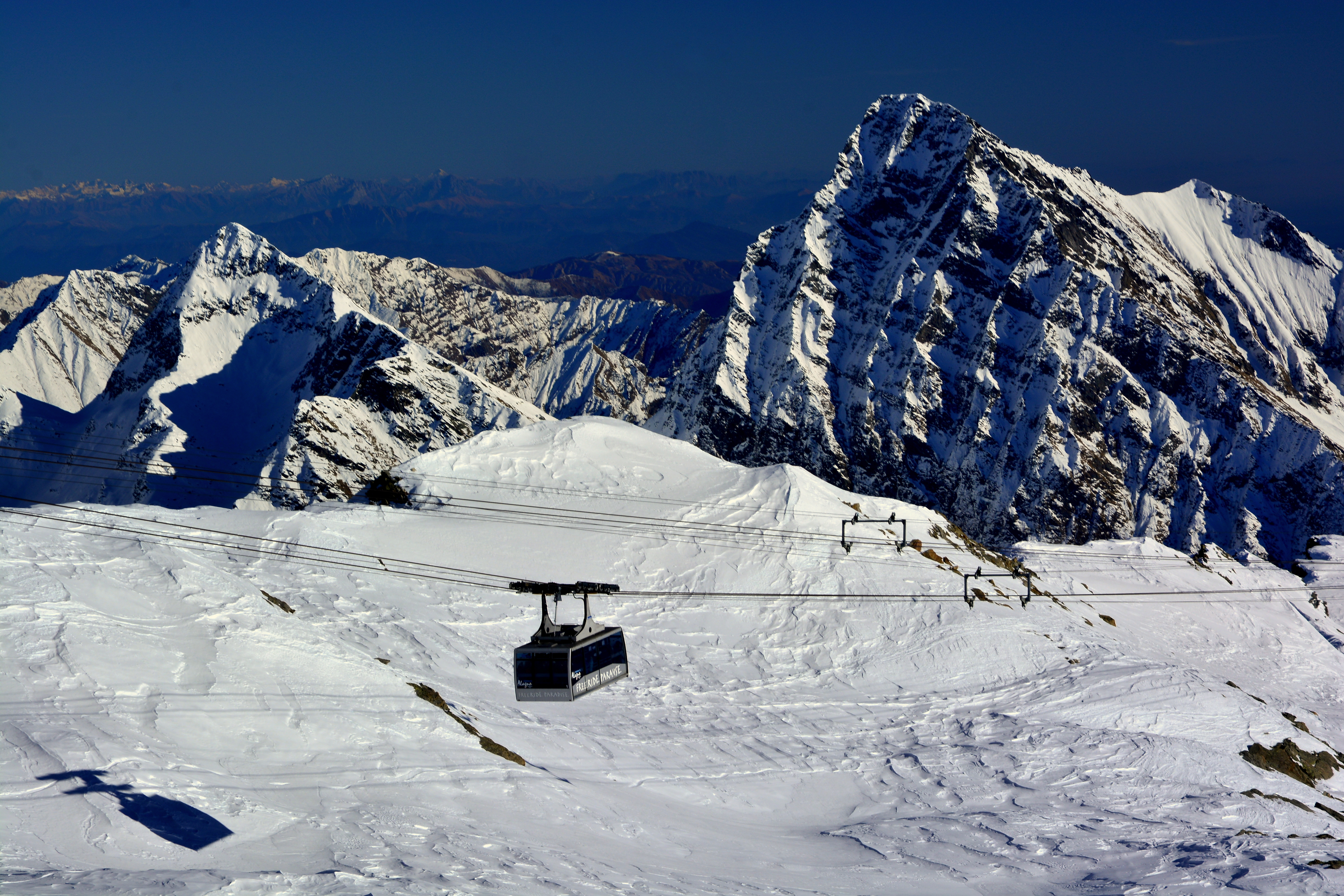
Alagna Valsesia, Monterosa ski, Funifor Passo dei Salati (2980 m)

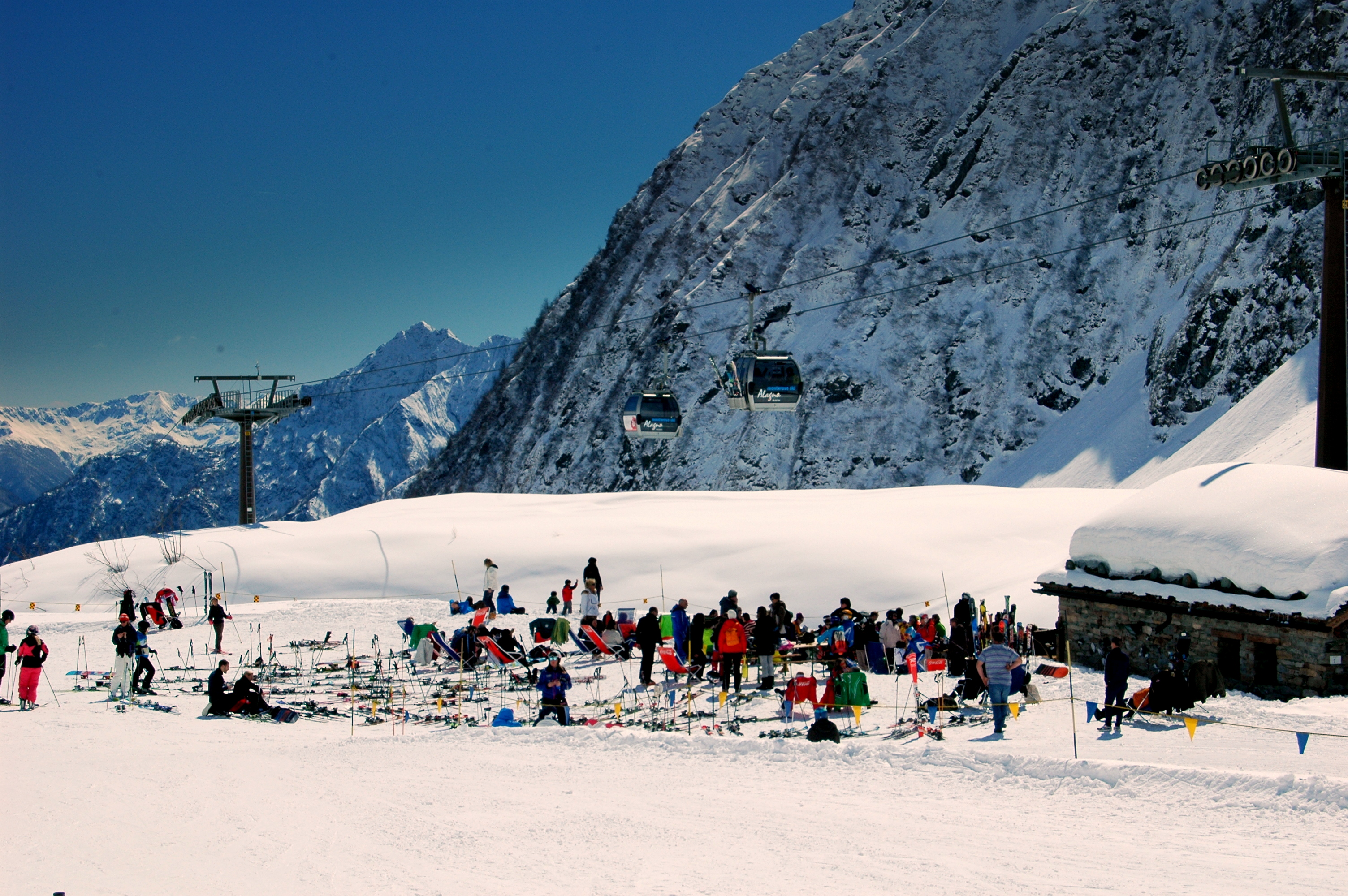
Telecabina Alagna Valsesia (1200 m) - Pianalunga (2050 m)

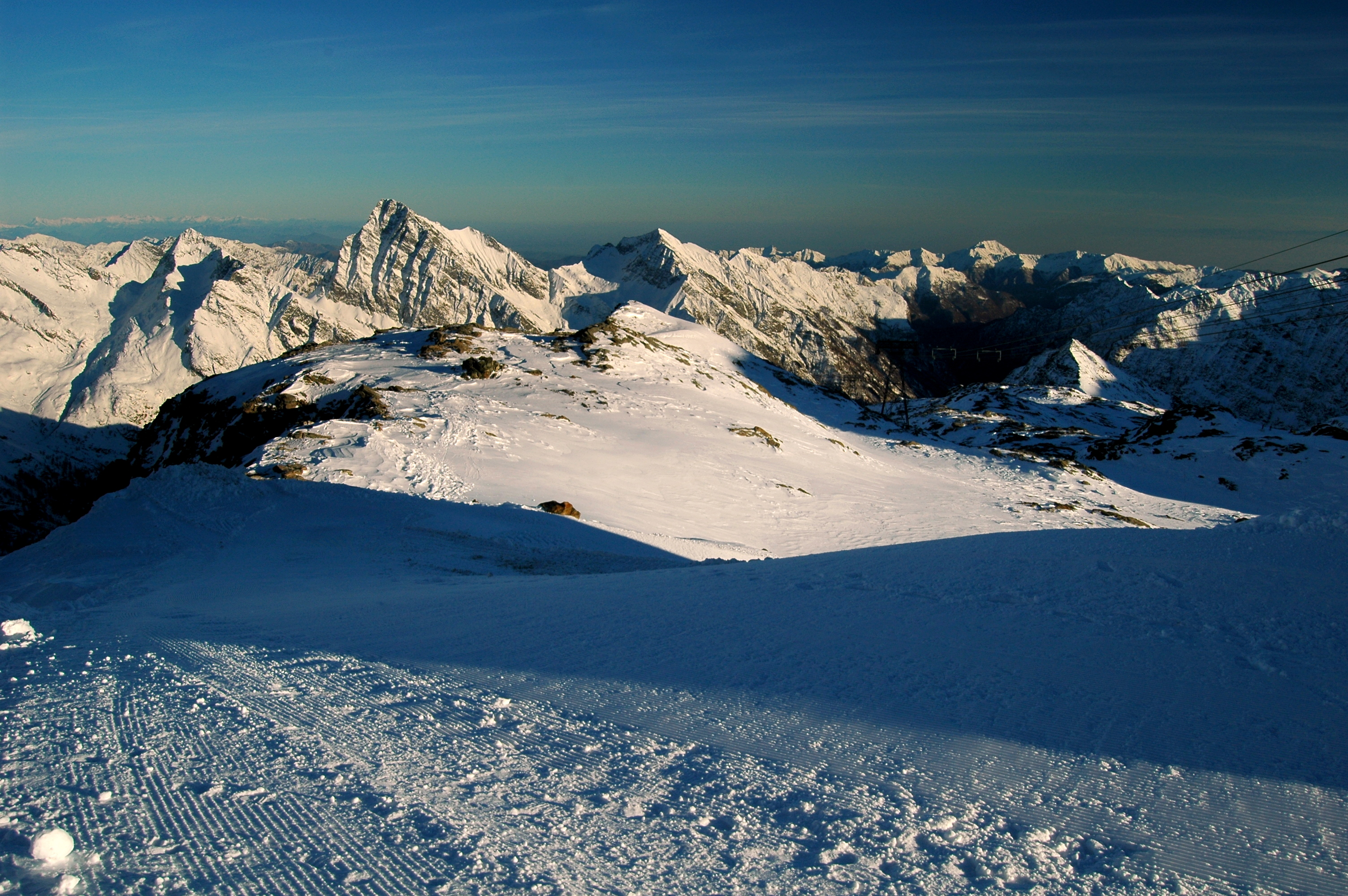
Tagliaferro (2964 m) dal Passo dei Salati (2980 m)

Alagna è una delle più importanti stazioni sciistiche piemontesi. Negli ultimi anni, per numero di presenze, si è affermata sempre più come la principale località sciistica dell'Alto Piemonte.
I primi impianti di risalita sorsero nella seconda metà degli anni cinquanta, quando venne aperto il comprensorio sciistico Belvedere-Val d'Otro. Fu realizzata una moderna cabinovia ad agganciamento automatico che dal centro di Alagna raggiungeva il Belvedere. In quota furono aperti una seggiovia monoposto Marchisio e due sciovie.
Negli anni sessanta iniziò lo sviluppo di un nuovo comprensorio sciistico. La ditta Ceretti & Tanfani realizzò tre ardite funivie che dal centro di Alagna permettevano di salire sino ai 3260 metri di Punta Indren. Le funivie Alagna-Zaroltu-Bocchetta delle Pisse-Punta Indren erano molto utilizzate anche d'estate da molti alpinisti che ambivano a raggiungere le vette del Monte Rosa. Oltre alle funivie, vennero aperte anche la cestovia Balma e la seggiovia monoposto Mullero, che andavano a completare l'offerta del nuovo comprensorio sciistico. Alla fine del 1968 nacque anche il terzo comprensorio sciistico di Alagna, il Wold, microstazione adattissima ai principianti.
Lo sviluppo di Alagna proseguiva bene. Nell'agosto del 1971 si verificò però un terribile incidente alla cabinovia Alagna-Belvedere, in cui persero la vita alcune persone. A seguito di questa tragedia tutti gli impianti del comprensorio Belvedere-Val d'Otro furono chiusi e abbandonati. Ad Alagna restavano solo gli impianti dell'area Bocchetta-Punta Indren (oltre alla microstazione del Wold), che assunsero sempre più rilevanza, anche grazie all'apertura di due sciovie sul ghiacciaio di Punta Indren, che permettevano di sciare tutto l'anno.
Gli anni settanta e ottanta furono positivi, con gli impianti sempre ben frequentati. Le piste, in particolare la Balma, che da Punta Indren conduceva alla Bocchetta delle Pisse, erano molto rinomate. Rinomatissimi anche i percorsi fuoripista, come il Vallone dell'Olen, la Malfatta e il Canale dell'Aquila. Quest'ultimo permetteva di scendere a Gressoney-La-Trinité.
Negli anni novanta, a causa di una diminuzione delle nevicate e di impianti non più al passo con i tempi, si registrò un calo di presenze. Alagna subiva sempre più la concorrenza delle stazioni valdostane.
Nel nuovo millennio, per rilanciare la stazione sciistica, si decise di procedere all'ammodernamento degli impianti ed al collegamento sciistico con Gressoney e Champoluc. Alagna entrava così a far parte del grande carosello del Monterosa Ski.
Nel 2000 i primi due tronconi della funivia che conduceva a Punta Indren furono dismessi e sostituiti da più moderni impianti. Furono inaugurate la cabinovia Alagna-Pianalunga e la seggiovia biposto Pianalunga-Bocchetta delle Pisse. Nel 2001 fu dismessa la seggiovia monoposto Mullero e negli anni seguenti iniziarono i grandi lavori per la costruzione del funifor Pianalunga-Cimalegna-Salati, che raggiungendo il Passo dei Salati, avrebbe permesso il collegamento sciistico con Gressoney. L'impianto con le nuove piste, tra cui la Olen, furono inaugurati nel dicembre 2004.
Nel 2005 si decise di non revisionare la funivia Bocchetta delle Pisse-Punta Indren, puntando a realizzarne una più moderna con arrivo più in quota. La funivia, così come la cestovia Balma e le sciovie sul ghiacciaio di Punta Indren, furono così dismesse. Negli anni seguenti, a causa della difficoltà nel reperire i finanziamenti regionali, Alagna vide sfumare la realizzazione del nuovo impianto. Punta Indren sarebbe stata raggiunta da un nuovissimo funifor realizzato nel versante di Gressoney e pagato interamente dalla Regione Valle d'Aosta. Il nuovissimo funifor Passo Salati-Indren fu inaugurato nel dicembre 2009 ed è parte dell'area sciistica di Gressoney-La-Trinité.
Per quanto riguarda Alagna, da quando è stato creato il collegamento con Gressoney, gli inverni sono stati positivi, anche se i più nostalgici continuano a rimpiangere la perdita della storica funivia Bocchetta delle Pisse-Punta Indren.
Nel 2017 è stata inaugurata la nuova seggiovia quadriposto Cimalegna-Salati da 1600 persone/ora con arrivo a 3030 metri di quota.
Per il futuro si vuole continuare a sviluppare la stazione, in particolare si vorrebbe realizzare una seggiovia biposto denominata Balma-Bocchetta, per rivitalizzare la bellissima pista Balma.

#### La capitale del freeride

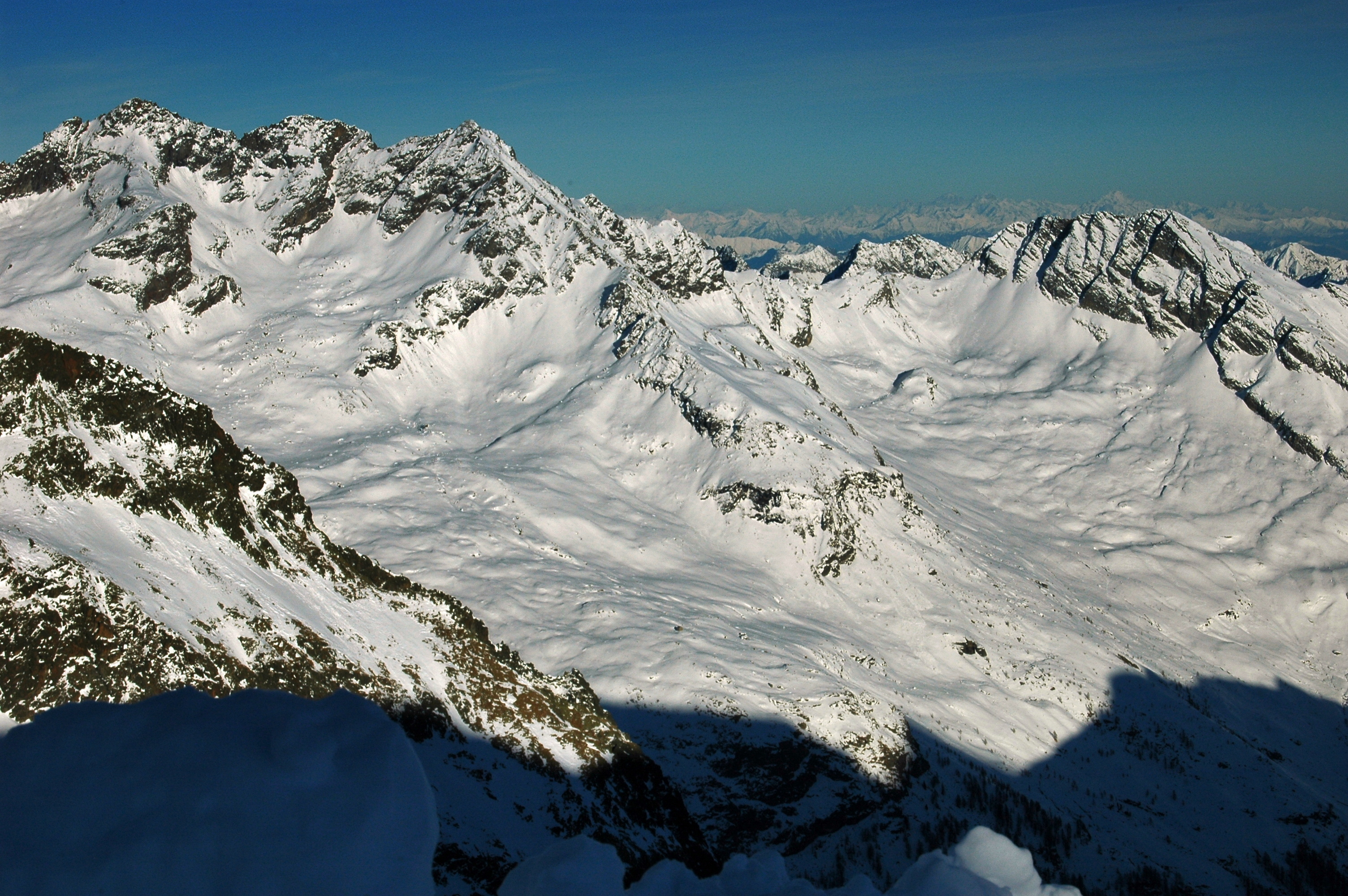
Valsesia vista dall'arrivo del Funifor al Passo dei Salati (2980 m)

Nel corso degli ultimi anni Alagna si è imposta come località per eccellenza del freeride, attività che richiama appassionati da tutto il mondo, in particolare da Stati Uniti, Canada, Svezia, Norvegia, Germania e nord Europa. La particolare conformazione della valle, aspra e impervia per il gran numero di valli laterali pensili, regala ai viandanti un rapido susseguirsi di variegati paesaggi.
I percorsi più famosi e spettacolari, caratterizzati da un ambiente selvaggio e imponente, sono soprattutto attorno alla Punta Giordani (4046 m) e alla Malfatta (2914 m), nel vallone di Bors. Quest'ultimo, con la celebre pista Balma che lo percorre per intero, è il cuore del fuoripista di Alagna, sia nel classico attacco da Punta Indren, sia attraverso le varianti dal Passo dei Salati. Tra queste ultime citiamo il Canale obliquo, il Canale rettilineo, il Canale a Y, il Canale Longhez e il Passo del Diavolo, tutti attorno ai 45° di pendenza.
Altri apprezzati itinerari si sviluppano nello splendido vallone d'Otro al cospetto del Corno Bianco (3320 m), quali il Passo dell'Uomo storto e il Passo della Coppa.
Per lo sci estremo vanno citati il Canale Perazzi lungo il versante sud-est della Punta Parrot (4436 m,  con inclinazione a 55°) e il Canale Sesia tra la Punta Gnifetti (4559 m) e la Parrot (50°). Tra quelli con accesso in Eliski, il Cavallo, Rizzetti e il Turlo.

#### Piste di sci alpino

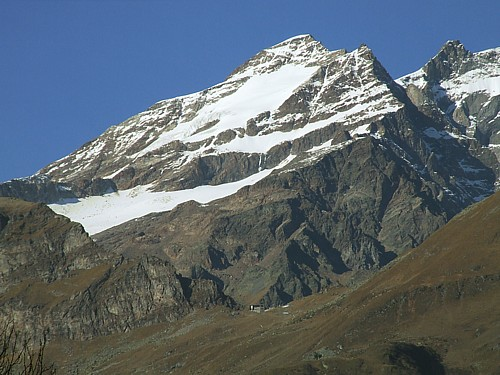
La Piramide Vincent

- Piste servite dalla cabinovia Alagna-Pianalunga: Alagna;
- Piste servite dalla seggiovia biposto Pianalunga-Bocchetta delle Pisse: Mullero;
- Piste servite dalla funivia Pianalunga-Cimalegna-Salati: Olen, Bodwitch, Cimalegna;
- Piste servite dal tapis roulant Baby Pianalunga: Baby Pianalunga.

## Infrastrutture e trasporti

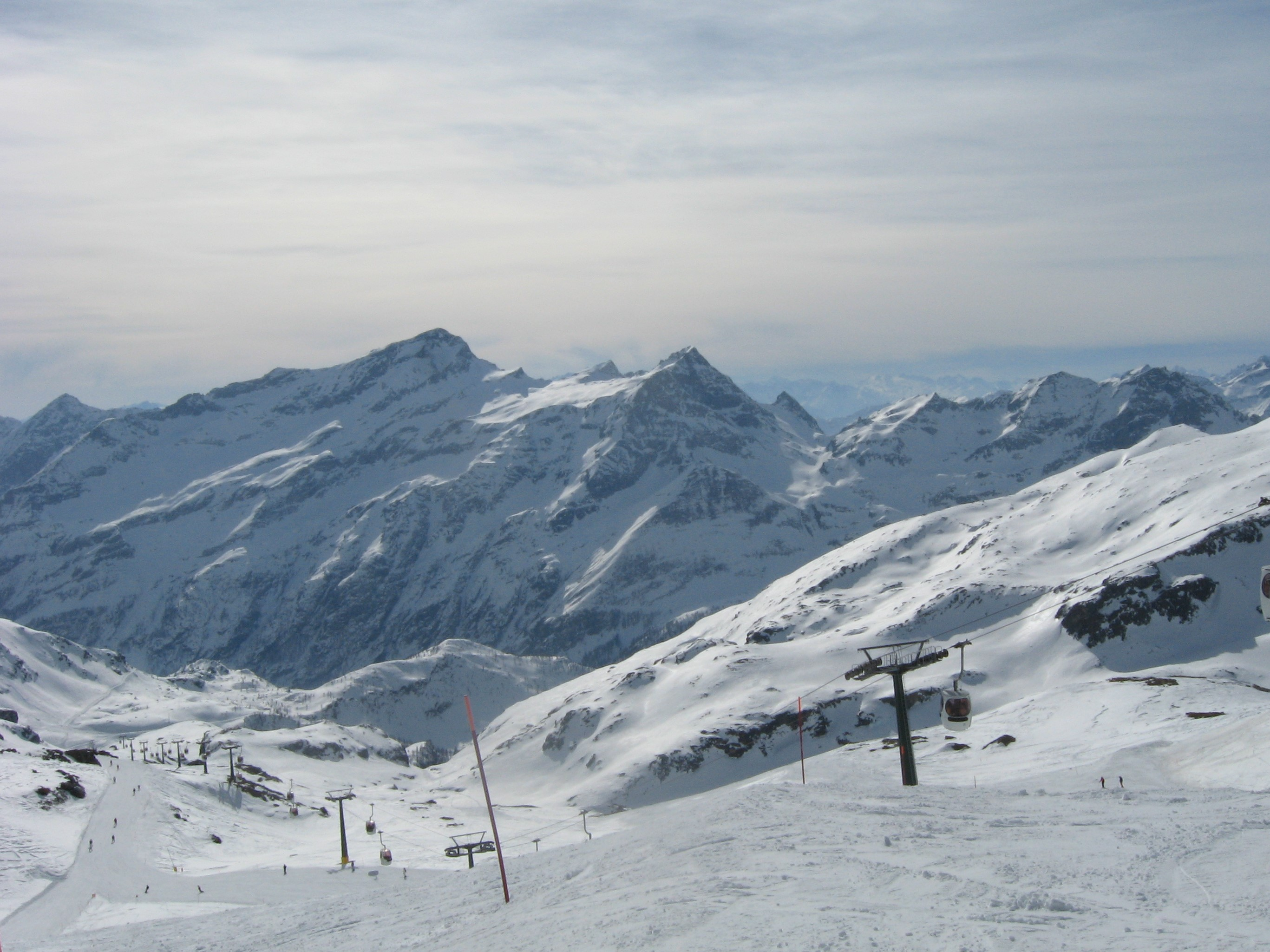
Impianti di Risalita

### Impianti a fune
- Cabinovia Alagna-Pianalunga, costruita dalla ditta Agamatic nel 2000
- Funivia funifor Pianalunga-Cimalegna-Salati, costruita dalla ditta Doppelmayr nel 2004
- Seggiovia biposto Pianalunga-Bocchetta delle Pisse, costruita dalla ditta Doppelmayr nel 2000
- Tapis roulant Baby Pianalunga
- Skilift Wold 1
- Skilift Wold 2

## Geografia antropica

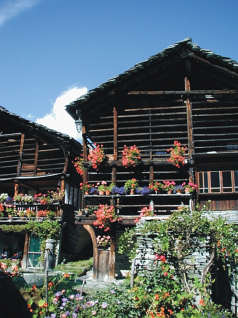
Case walser in frazione Pedemonte

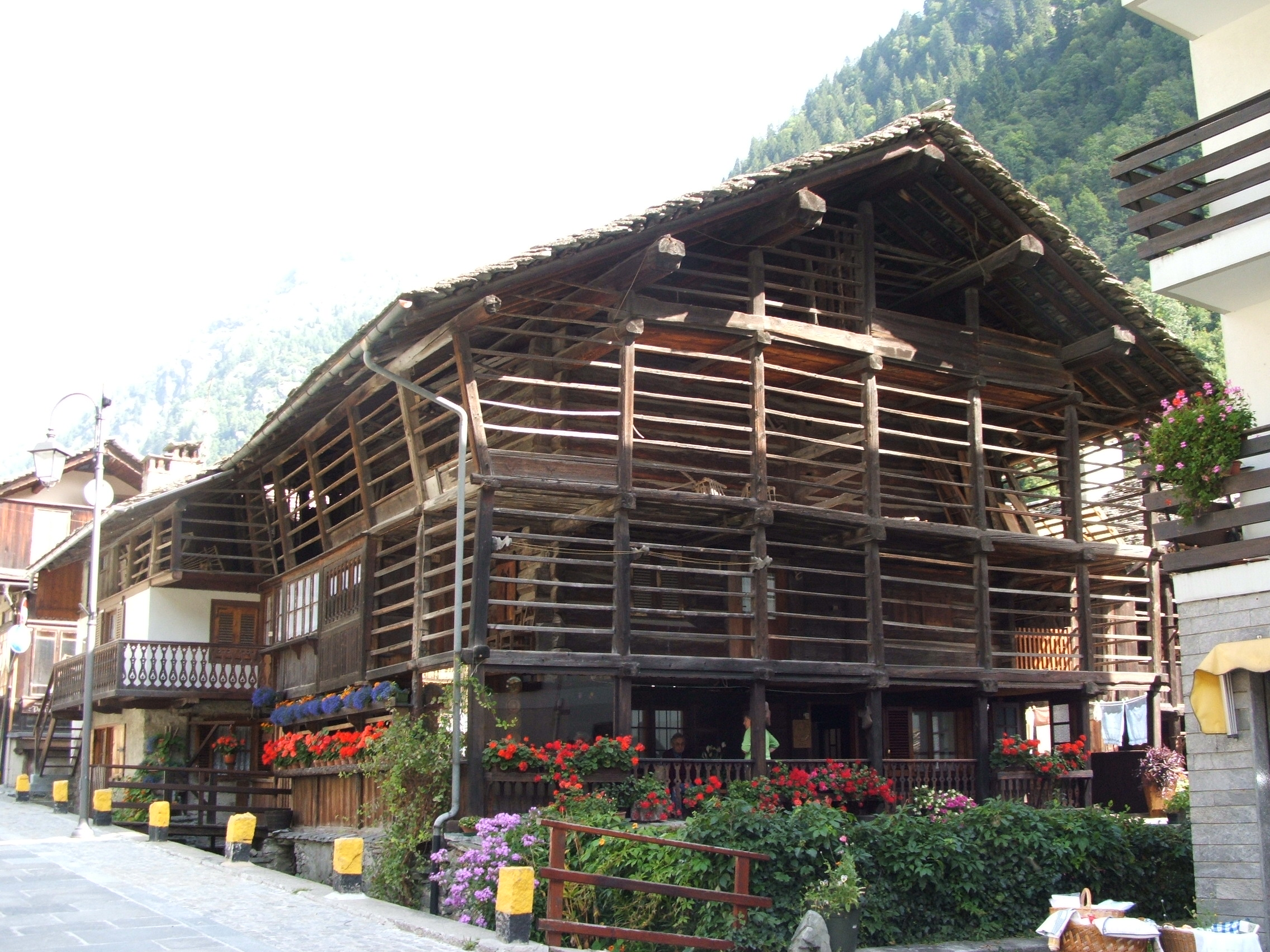
Casa walser alagnese

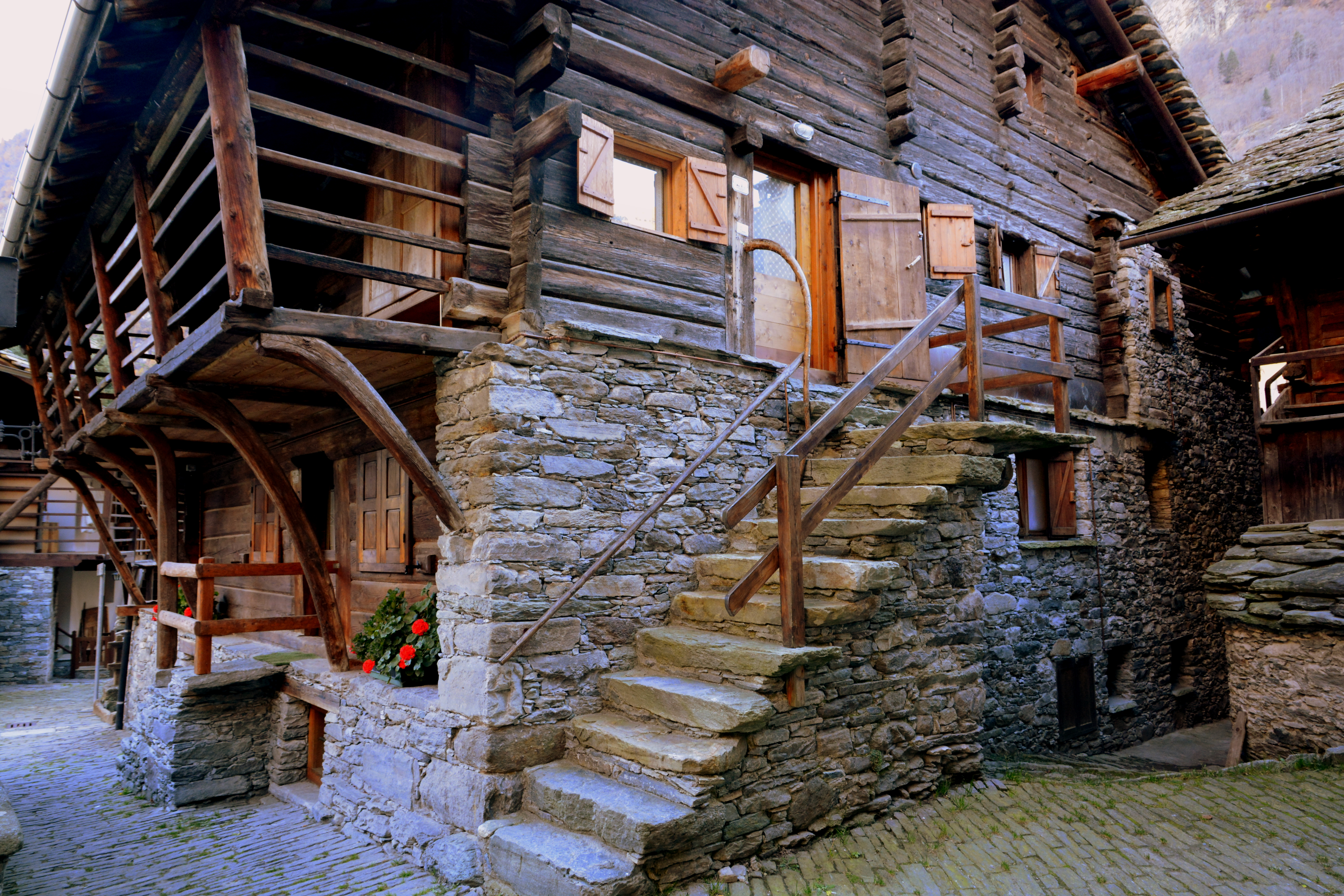
Casa walser in frazione Pedelegno

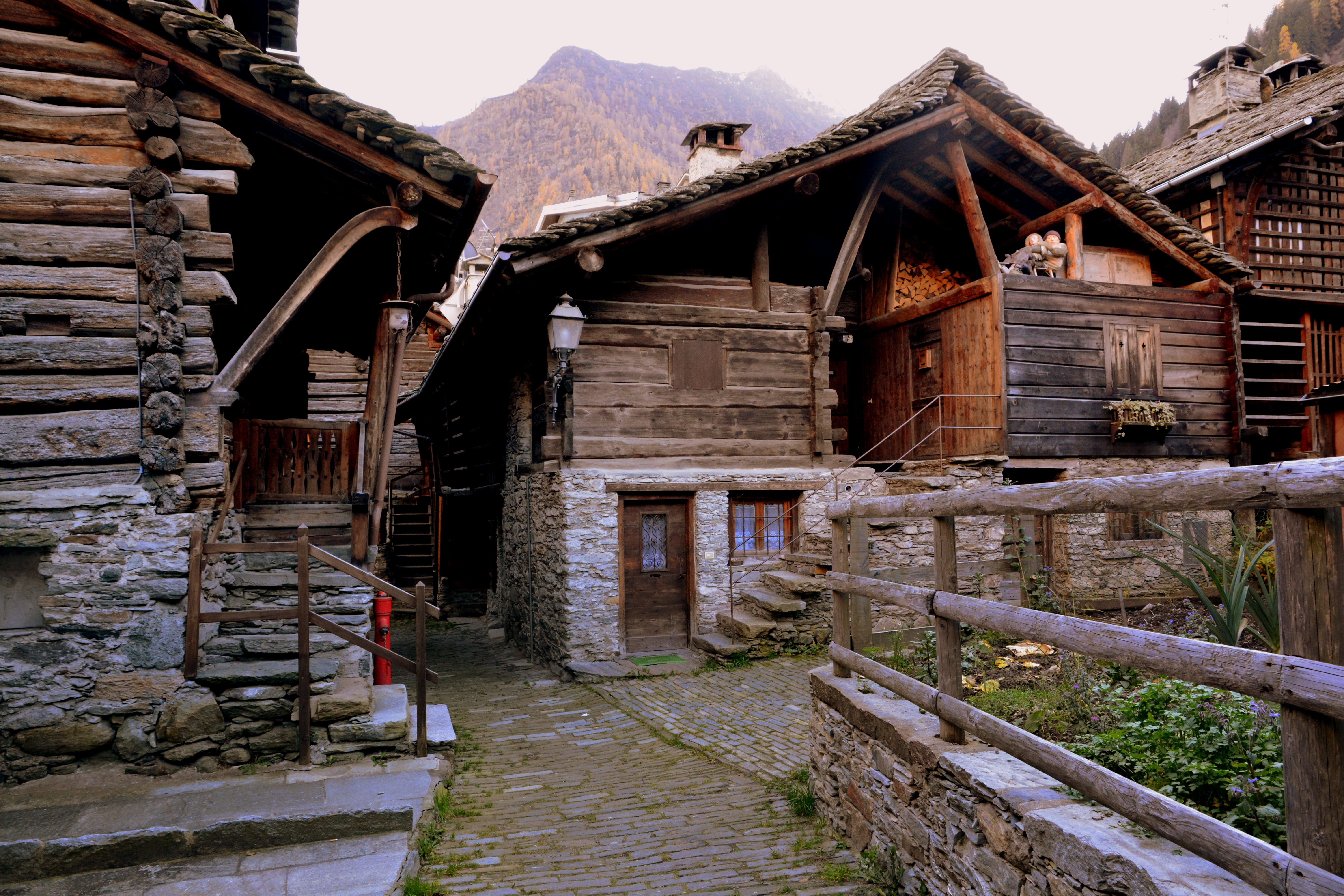
Case walser in frazione Pedelegno

### Frazioni
Il territorio comunale si articola frazioni nelle quali si respira la tipica atmosfera walser dalla caratteristica architettura della casa in legno di larice.

#### Frazioni del centro
- Zar Sogu (alla segheria): Resiga (1154 m)
- Im Undre Grobe: Riale inferiore
- Im Oubre Grobe: Riale superiore
- Z'Jakmuls Hus: casa Giacomolo
- Z'Pudelenn: Pedelegno
- Zar Chilchu (alla chiesa): Centro (1191 m)
- In d'Bundu: alla Bonda
- In d'Ekku (sulla morena): Indecco
- In d'Stütz (alle pendici): Stitz
- Purratz Hus: casa Porrazzo
- Z'Yuassis Hus: casa Prati

#### FrazioniIn Olter(Otro)
- Im Felleretsch: Feglierec (1670 m)
- In d'Follu (alla bacinella): Follu (1664 m)
- Fum Tschukke (sulla roccia): Ciucche
- Dorf (villaggio) (1698 m)
- Scarpia (1726 m)
- In d'Weng (alle coste) (1715 m)

#### FrazioniOubna-Um(in alto e all'intorno)
- Fum Diss: al Dosso (1357 m)
- Fum d'Boudma: alle Piane (1380 m)
- In d'Wittine (alle località lontane): Vittine (1508–1596 m)
- Fun d'Rùfinu: sulla Rusa (1386 m)
- Im Garrài: al Goreto (1384 m)
- Im Adelstodal: Montella (1287 m)

#### FrazioniUnna-Hin(in basso e in dentro)
- Zam Steg: al Ponte (1212 m)
- Pedemonte (1246 m)
- Im Rong: al Ronco
- Im Oubre Rong: Ronco superiore
- Wittwosma (1479 m)
- Uttershus: Uterio
- Z'San Niklòs: San Nicolao (1254 m)
- Im Wold: alla selva (1309 m)
- In d'Mèrlette: ai Merletti (1271 m)

## Amministrazione
Di seguito è presentata una tabella relativa alle amministrazioni che si sono succedute in questo comune.
| Periodo          | Periodo          | Primo cittadino      | Partito                   | Carica              | Note   |
| ---------------- | ---------------- | -------------------- | ------------------------- | ------------------- | ------ |
| 2 luglio 1985    | 8 giugno 1990    | Bruno Guglielmina    | -                         | Sindaco             | [ 97 ] |
| 8 giugno 1990    | 24 aprile 1995   | Claudio Canclini     | -                         | Sindaco             | [ 97 ] |
| 24 aprile 1995   | 14 giugno 1999   | Claudio Canclini     | lista civica              | Sindaco             | [ 97 ] |
| 14 giugno 1999   | 12 febbraio 2002 | Ennio Fanetti        | lista civica              | Sindaco             | [ 97 ] |
| 28 maggio 2002   | 24 febbraio 2006 | Pietro Giulio Axerio | lista civica              | Sindaco             | [ 97 ] |
| 24 febbraio 2006 | 30 maggio 2006   | Raffaella Attianese  |                           | Comm. straordinario | [ 97 ] |
| 30 maggio 2006   | 15 maggio 2011   | Sandro Bergamo       | lista civica              | Sindaco             | [ 97 ] |
| 15 maggio 2011   | 5 giugno 2016    | Sandro Bergamo       |                           | Sindaco             | [ 97 ] |
| 5 giugno 2016    | 27 maggio 2019   | Roberto Veggi        | lista civica: Noi per voi | Sindaco             | [ 97 ] |
| 27 maggio 2019   | in carica        | Roberto Veggi        | lista civica: Insieme     | Sindaco             | [ 97 ] |

## Galleria d'immagini

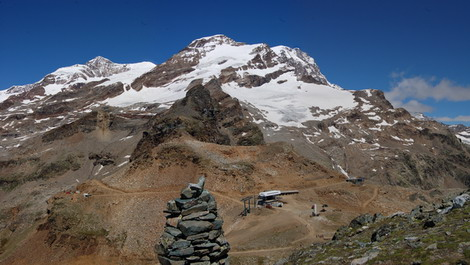
Moderni impianti di risalita al Passo dei Salati
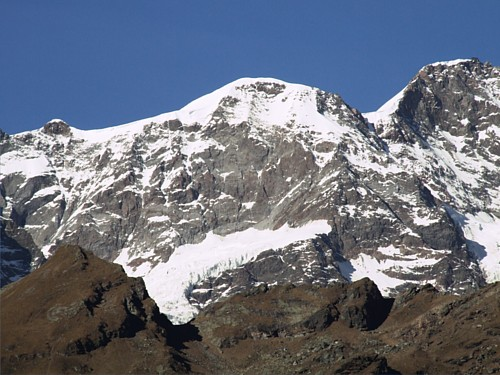
La Punta Parrot
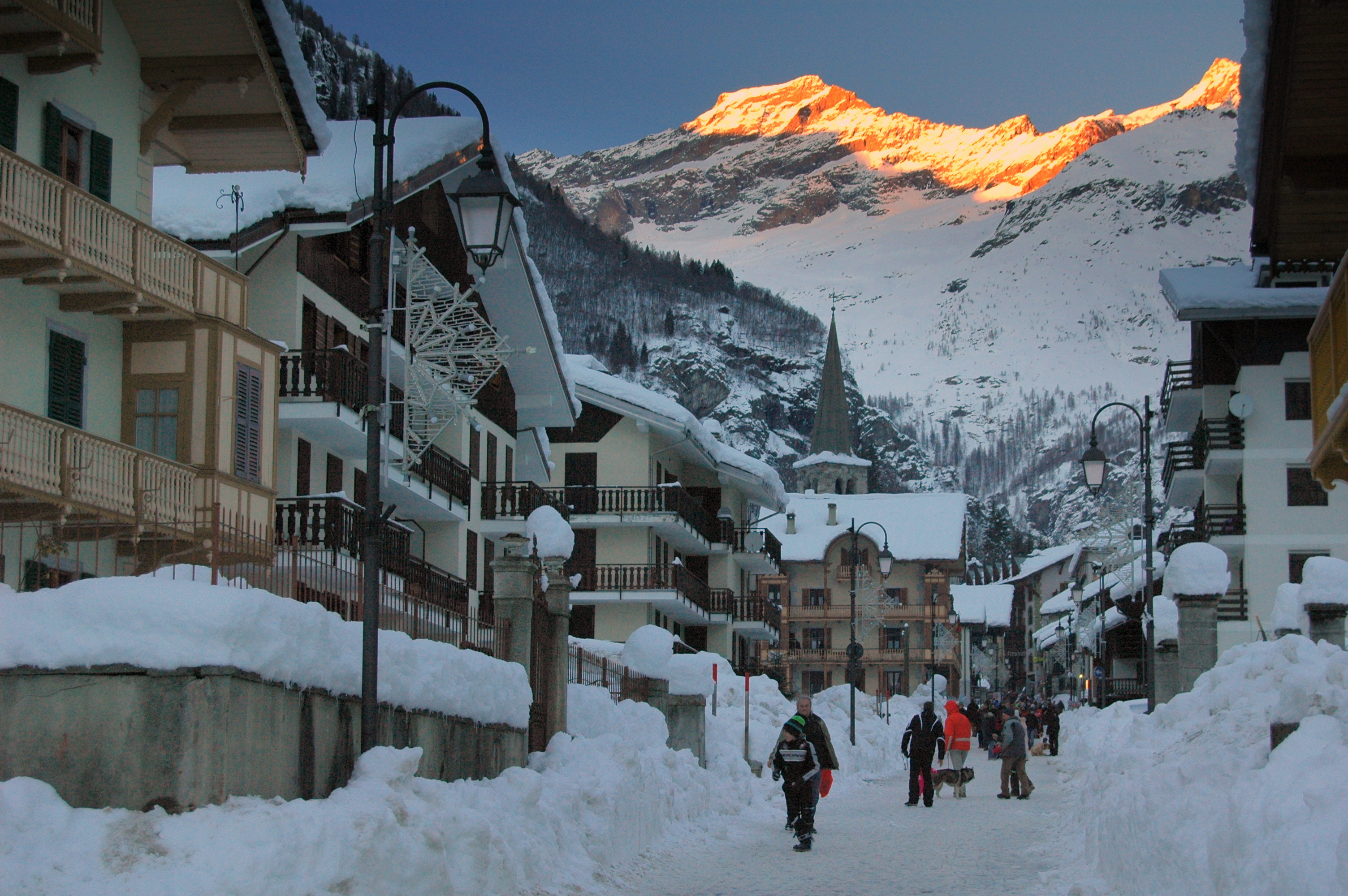
Alagna Valsesia con il corso e la Punta Grober m.3497
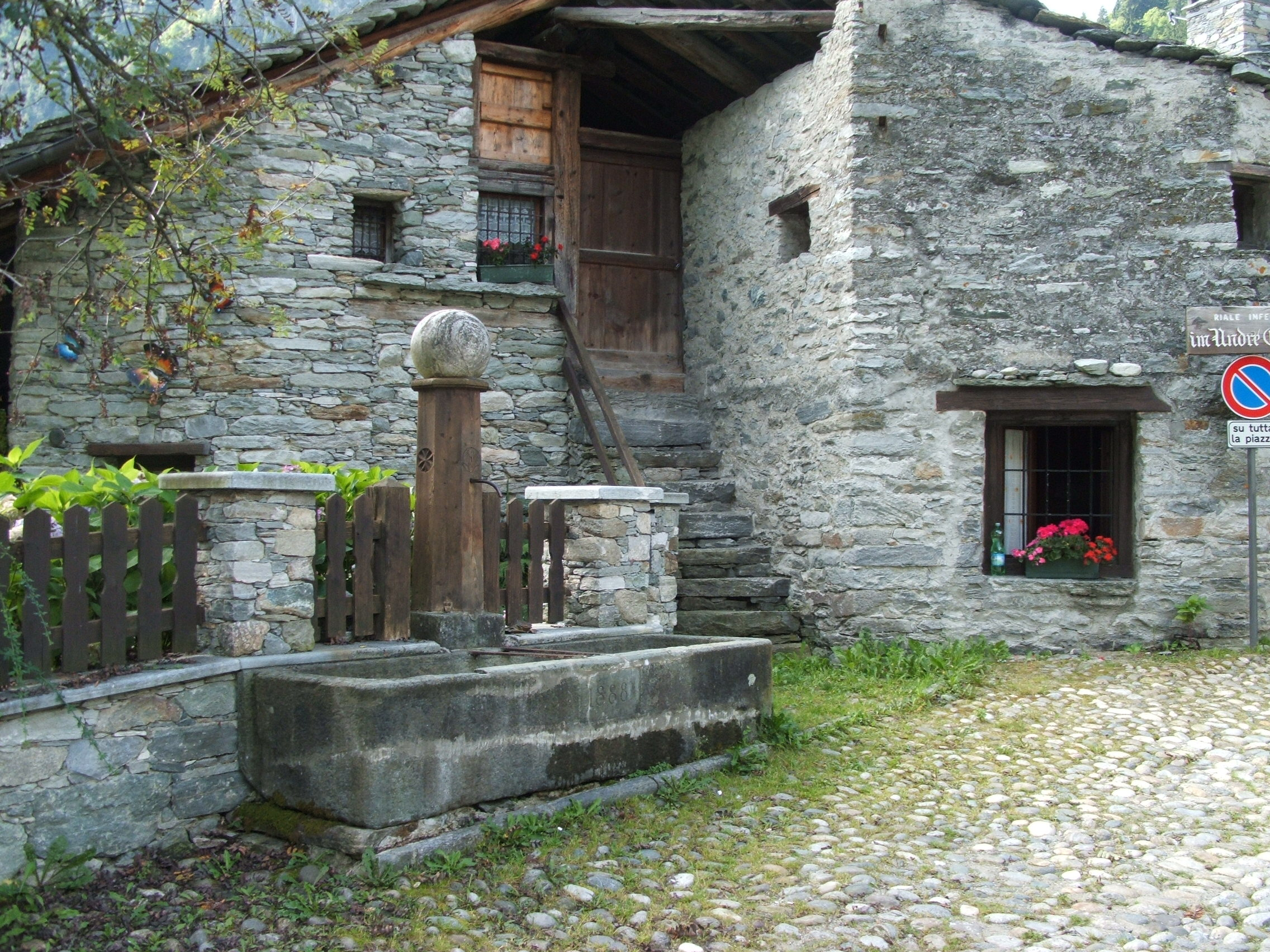
Fontana a Riale Inferiore
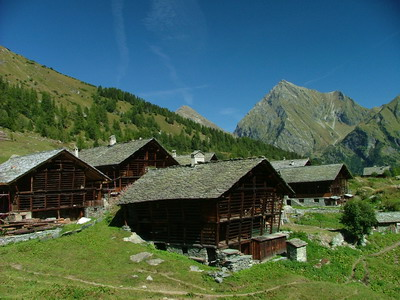
Val d'Otro, frazione Scarpia
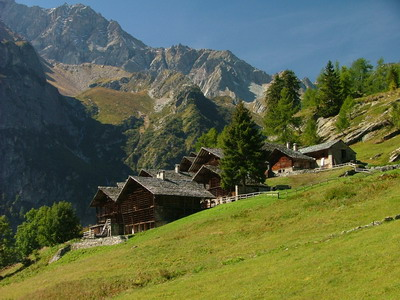
Val d'Otro, frazione Dorf
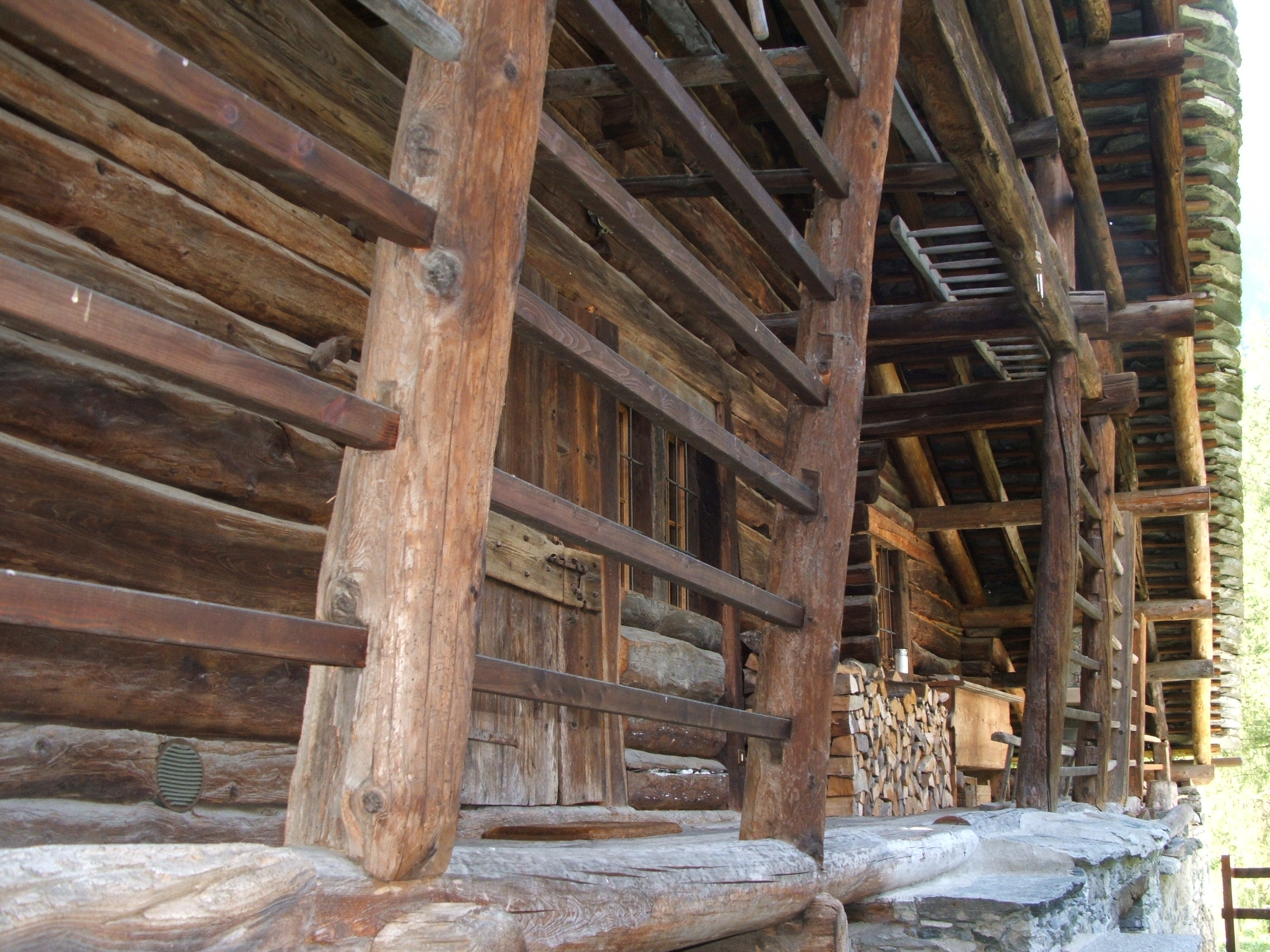
Casa walser (particolare architettonico)
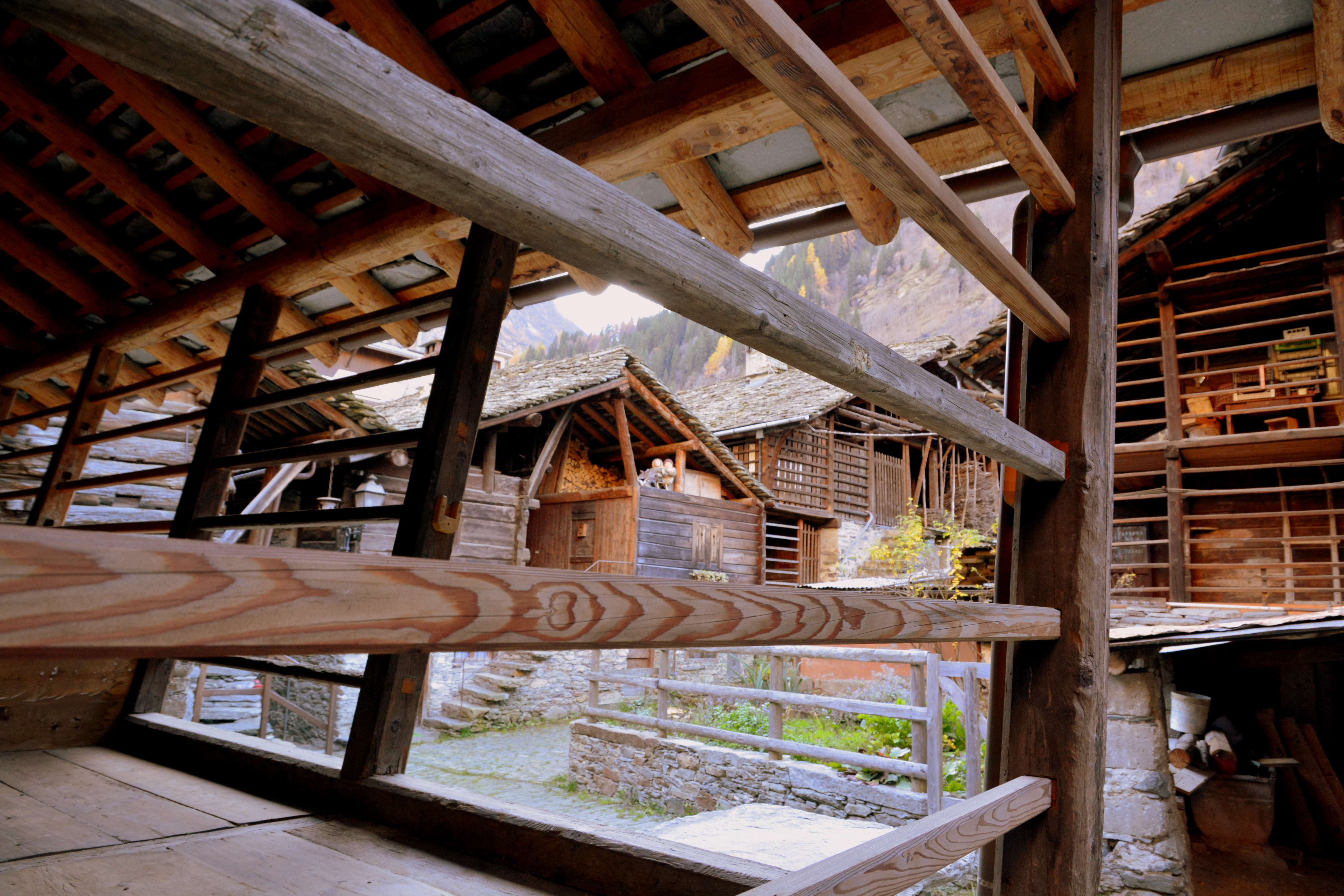
Casa walser in centro (particolare architettonico)
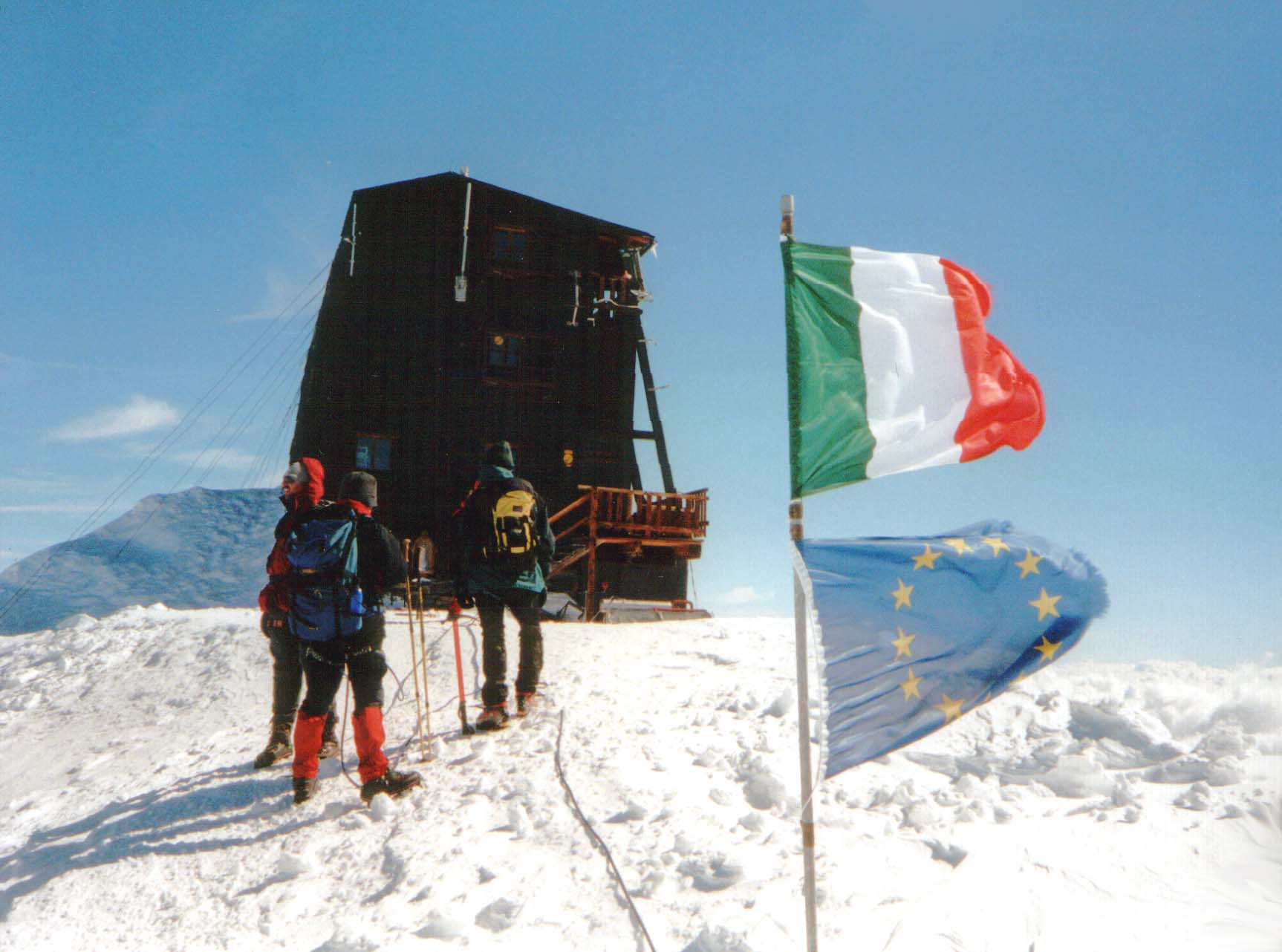
La Capanna Regina Margherita